# Antonio Gramsci
Antonio Gramsci (Ales, Szardínia, 1891. január 22. – Róma, 1937. április 27.) olasz marxista filozófus, nyelvész, újságíró, író és teoretikus, az Olasz Kommunista Párt egyik alapítója, parlamenti képviselő, az Ordine Nuovo című hetilap alapítója és szerkesztője. Hevesen kritizálta Joszif Visszarionovics Sztálin politikáját és a sztálinizmust, filozófiai alapokon utasította el a sztálini típusú politikát, valamint a Szovjetunión kívül elsőként ismerte fel a veszélyt az SZKP-n belül dúló hatalmi harcokban és Sztálin egyeduralmi törekvéseiben.

## Élete

### Gyermekkor
Gramsci a Szardínia szigetén fekvő Alesben született. Apja, Francesco Gramsci görög-albán származású kistisztviselő volt, anyja, Peppina Marcias szárd felmenőkkel bírt. Gramsci a család hét gyermeke közül a negyedik volt. Kiskorában kiesett dajkája kezéből, ezért púpos és alacsony növésű lett, de törékeny testalkata ellenére nem volt se zárkózott, se búskomor gyermek. 
Kedvenc olvasmányai közé tartoztak Emilio Salgari kalózregényei és Daniel Defoe „Robinson Crusoe”-ja. Ismerte a tengerészek nyelvjárását és mestere volt a hajómodell-készítésnek. Portyázásai alkalmával mindig kis „túlélő készletet” vitt magával, mely egy marék búzaszemből, és viaszosvászonba csomagolt gyufaszálakból állt. Elmélkedő hajlama már ekkoriban megnyilvánult: „Mennyire tetszett nekem gyermekkoromban a Tirso völgye odalent a San Serafino alatt! Órákon át üldögéltem egy sziklán és bámultam azt a tavacskát, amelyet a folyó a szakadékos mélységben, éppen a templom tövében alkotott.” – írta egyik visszaemlékező levelében.
Hétéves korában apját bebörtönözték sikkasztás miatt, s csak 1904-ben bocsátották szabadon. Ettől fogva anyja egyedül nevelte gyerekeit. Gramsci, miután 1902-ben elvégezte az általános iskolát, a család hirtelen nehézzé vált anyagi körülményei miatt kénytelen volt két évig a ghilarzai telekkönyvi hivatalban dolgozni. Tanulmányait egyéni úton folytatta. Egy 1932-ben sógornőjének küldött levelében így írt erről az időszakról: „Tizenegy éves koromban kezdtem dolgozni. Napi tízórai munkával, beleértve a vasárnapi délelőttöket is, kilenc lírát kerestem havonta (ami egyébként napi egy kiló kenyeret jelentett). Iktatókönyveket cipelgettem, amelyek súlyosabbak voltak nálam, s éjszaka sokszor sírdogáltam, titokban, mert minden tagom fájt.”

### Középiskolái

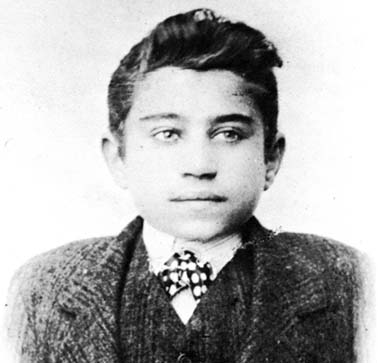
Gramsci 1906-ban

1905-ben beiratkozott a Santu Lussurgiuban lévő gimnáziumba. Ekkor kezdte olvasni a szocialista sajtót, például az „Avanti!”-t, amit Gennaro bátyja küldött neki Torinóból, aki katonai szolgálatát töltötte ott. 1908-tól a középiskolát Cagliariban folytatta, ahol Gennarónál lakott. Bátyja a Szocialista Párt helyi szekciójának a titkára volt. Gramscit apja igen rendszertelenül támogatta, így ezek az évek súlyos nélkülözésben teltek, amiről számos neki írt méltatlankodó levele tanúskodik. 
Valószínűleg a súlyos megpróbáltatások is hozzájárultak, hogy egészségi problémái alakultak ki, melyek egész életét végigkísérték, s fokozatosan súlyosbodtak. Ekkoriban találkozott először Marx műveivel, de megismerkedett az olasz szellemi élet olyan reprezentánsainak írásaival is, mint Gaetano Salvemini, Giuseppe Prezzolini és Benedetto Croce. Igen mély benyomást tett Gramscira a szardíniai szegénység és elmaradottság. Palmiro Togliatti – aki egyébként szintén Szardínián született, – így emlékezik: „Az ifjú Gramsci mélységesen igazságtalannak érezte azt a tényt, hogy az olasz nemzetben effajta hasadás van, amely egyfelől olyan tartományokra osztja az országot, mint például Szardínia, Szicília és Dél-Itália többi tartományai, amelyektől mintha egyenesen megtagadnák a fejlődés lehetőségét.” Korai közéleti aktivitására jellemző, hogy már ekkor részt vett a Szardínia helyzetét tárgyaló vitákban. 1910-ben jelent meg első cikke a „L’Unione Sarda” című regionális újságban.

### Torino

#### Egyetemi évek
1911-ben befejezte a gimnáziumot, majd ugyanezen év októberében elnyerte a torinói Carlo Alberto Kollégium szegény gyerekeknek kiírt ösztöndíját és novemberben Palmiro Togliattival együtt beiratkozott a torinói egyetem bölcsészkarára. Itt ismerkedett meg, s barátkozott össze Angelo Tascával, a torinói ifjúszocialista mozgalom vezetőjével, akivel egy rövid ideig együtt is lakott. Valószínűleg az ő személyes hatásának nagy szerepe volt abban, hogy egyetemi évei alatt belépett az Olasz Szocialista Párt torinói szervezetébe. Fejlődésében fontos tényező lehetett az is, hogy már az egyetemre kerülésének első hónapjaiban közelről megtapasztalhatta Olaszország legfejlettebb munkásközösségének osztályharcát. Például 1911-ben és 1912 tavaszán a torinói fémipari munkások három-három hónapos sztrájkot folytattak, melyből az utóbbi részleges sikert eredményezett: a munkáltatók a sztrájk hatására kénytelenek voltak kollektív szerződést kötni velük. E háttértényező fontosságát azért is szükséges hangsúlyozni, mert egyetemi évei alatt Gramsci maga is egyre jobban bekapcsolódik a gyakorlati harcba.
Gramsci később egyedül bérelt egy kis szobát az egyetem közelében, s elszigetelten élt, súlyos anyagi és fizikai gondok közepette. „Emberkerülő medve lettem kívül-belül.” – írta nővérének. Gyönge egészségi állapotáról tudósítanak alábbi, szintén nővérének írt sorai: „Három esztendő óta nem volt egyetlen olyan napom se, hogy ne fájt volna a fejem és ne szédültem volna.” Különösen a nyelvtudomány iránt érdeklődött, kutatásokat folytatott a szárd dialektusról. Tanára volt a neves nyelvész, Matteo Bartoli, aki nagy reményeket fűzött Gramsci nyelvtudományi tehetségéhez és az olasz irodalom tudósa, Umberto Cosmo, velük közeli, mondhatni, baráti kapcsolatba került.
1912-13-as tanévben a bölcsészeti tanulmányok mellett jogi tárgyakat is tanult, ám rossz egészségi állapota megakadályozta, hogy levizsgázzon. Egy közös római jogi kurzuson került újra közel Togliattihoz, akivel együtt írtak egy dolgozatot Szardínia társadalmi struktúrájáról. 1913 őszén, amikor Szardínián az első választásokat tartották az általános választójog alapján, igen mély benyomást tett rá, hogy az a parasztság tömeges részvételét eredményezte a politikai életben. Az 1913-as évtől tagja lett Olasz Szocialista Párt torinói szervezetének és elkezdett publikálni az „Il Grido del Popoló”-ban. Ekkoriban rendszeres olvasója Prezzolini „La Voce” és Salvemini „L'Unità” című újságjának, s foglalkoztatja egy a barátaival indítandó szocialista lap ötlete. 1914 májusában-júniusában, amikor megürül az egyik munkásnegyed szocialista mandátuma, Gramsci és köre javasolta, hogy az elmaradott Dél-Olaszország parasztmozgalmának haladó képviselőjét, Salveminit indítsák, s juttassák parlamenti képviselőséghez. A javaslat jelentősége abban állt, hogy az északi munkásság és a déli parasztság őszinte közeledése érdekében nem támasztottak semmilyen politikai kötelezettségvállalást az indítvány elfogadásához. „Salvemini, bár meghatotta az ajánlat, de nem fogadta el.” A kezdeményezés mintegy bizonysága annak, Gramsci már ekkor belátta, hogy a mezőgazdasági vidékek szegénységi problémájának megoldása elválaszthatatlan az egymással mesterségesen szembefordított két társadalmi osztály harci szövetsége nélkül.
Egy forradalmi ifjúszocialista frakció tagjaként aktívan részt vett a Torinóban két halálos áldozatot követelő „Vörös hét” 1914 június 9-i demonstrációjának megszervezésében. Időközben kitört az I. világháború, s az olasz közéletnek is a legfontosabb kérdése a háborúhoz való viszony lett. Gramsci „Aktív és tevékeny semlegesség” címmel megírta első jelentősebb cikkét a háborúval kapcsolatban (Il Grido del Popolo, 1914. okt. 31.) A cikk vitathatatlan erényei mellett a legszembeötlőbb, hogy Gramsci védelmébe veszi Mussolinit, kinek okt. 18-án az Avanti!-ban „Az abszolút semlegességtől a cselekvő és eredményes semlegességig” című írása nagy vitát kavart szocialista körökben. A politikailag tapasztalatlan Gramscit még megtévesztette Mussolini képmutató, demagóg forradalmi frázisokba csomagolt radikalizmusa, mellyel a megalkuvó szocialista pártvezetést bírálta, pedig a történetírás Mussolini írását úgy tartja számon, mint amiben szerzője mintegy kiterítette nemzeti kártyáit. Gramsci élete szempontjából vizsgálva e korai írást, – ha a fordítás hűen adja vissza az eredetit, – egy figyelemre méltó utalás található, mindjárt a cikk harmadik bekezdésének elején: „Mert a szocialista párt, amelynek mi munkásságunkat szenteljük,...”[kiem. szerk.] – mely bizonyító erejű utalás egy tettvágytól égő ifjú crédójára, hiszen 1914 és 1915 a két sorsdöntő év Gramsci életében, amikor véglegesen megérlelődik benne a döntés, hogy a tudományos pálya helyett életét a munkásosztály forradalmi harcának szenteli.

#### A forradalmi gyakorlat felé

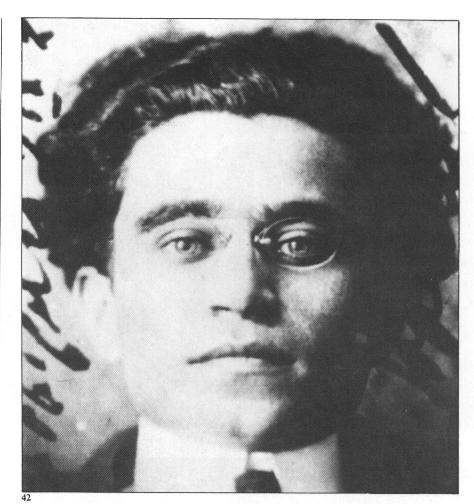
Gramsci 1915-ben

1914 decemberében Bartoli professzor arról tudósította az ösztöndíjbizottságot, hogy Gramsci idegkimerültség miatt nem tud eleget tenni vizsgakötelezettségeinek; az ösztöndíját megvonták négy hónapra. 1914–1915 telén Annibale Pastore elméleti filozófiai kurzusait látogatta, ekkoriban ismerkedett meg alaposabban Antonio Labriola, Rodolfo Mondolfo, Giovanni Gentile, s legfőképpen Benedetto Croce nézeteivel. „...a fiatal Gramsci felfogásában határozott kettősség mutatkozik: elméletileg a Croce féle idealizmus, gyakorlatilag a szocialista mozgalom együttes befolyása érezhető.” „Gramsci polemikus alkat volt: egyszer azt írta: »Számunkra a vitának óriási a jelentősége, életünknek magának ez az értelme.«” Gramscinak ez a mondata kulcsot adhat annak megértéséhez, hogy mik a gyökerei annak, hogy a későbbiekben a dialektika mesteri művelőjévé, s a vulgáris materializmus elismert kritikusává válhatott. „A torinói egyetem filozófia professzora, A. Pastore így foglalja össze az ifjú Gramsci eszmei irányultságát: »Magánórákat adtam neki. Irányultsága eredetileg crocei volt, de már a gyeplőt harapdálta és nem tudta, hogyan és miként szabaduljon tőle. Az intellektuális (eszmei) faktor reális társadalmi értéke és értelme érdekelte. Számot akart vetni azzal a formáló folyamattal, amit a kultúra játszik a forradalom megvívásában...Tehát kiváló pragmatistaként Gramsci akkor főleg azzal foglalkozott, hogy megértse, miként válik az eszme gyakorlati erővé.«”
1915. április 12-én letette utolsó vizsgáját, – bár nem adta fel a reményt, hogy nyelvészetből ledoktoráljon, – s megszakította egyetemi tanulmányait.
1915 tavaszán Olaszország politikai közhangulata a pattanásig feszült. Az indulatok a háború vagy béke eldöntendő kérdésében csaptak össze. A haditermelésben érdekelt nagytőkés körök egyre agresszívebb manipulációs kampányt folytattak, aminek a következménye lett, hogy egyre erőteljesebb háborúpárti tüntetések kezdődtek. Befolyásuk az államszervezetben is egyre növekedett, ami azt eredményezte, hogy a rendőrség a háborúpárti tüntetéseket védte, míg a háborúelleneseket mind keményebben letörte. A szocialista párt ingadozó vezetése pedig nem tudott élére állni a munkásság háborúellenes mozgalmának. A torinói radikális szocialista pártszervezet és a város munkássága most is példát mutatott egész Olaszországnak. A városi szervezet vezetése az országos pártvezetőség bolognai tanácskozásának napjára, május 19-re részben nyomásgyakorlás céljából általános sztrájkot hirdetett. „A sztrájk valóban általános volt, a dolgozók minden kategóriája részt vett benne. Már a kora reggeli órákban hatalmas tömeg gyűlt egybe a Munkáskamara [a szakszervezeti székház] előtt,...” és a környező utcákban, majd impozáns, néma felvonulás kezdődött. A lovasság támadása következtében a békés felvonulás utcai harccá változott, amiben egy munkás meghalt, s rengetegen megsebesültek mindkét oldalon. Az országos vezetőség azonban erőtlen döntést hozott, s azzal, hogy szabad kezet adott a regionális szervezeteknek, tulajdonképpen magukra hagyta őket, így egyik sem hirdetett sztrájkot. A következmények súlyosak voltak, 1915. május 24-én Olaszország belépett a háborúba. Ettől fogva nyilvános gyűlést és felvonulást a hatóságok nem engedélyeztek. Torino szocialista vezetőinek jelentős hányada pedig az általános sztrájk következtében tartósan börtönben ült.
Gramsci 1915 decemberében „elfogadta a koncepcióban hozzá igen közel álló szocialista vezető, G. M. Serrati ajánlatát, újságíró lett az Avanti! torinói szerkesztőségében. Ettől kezdve újságírásból élt: az Avanti!-n kívül más szocialista újságokban is megjelentek a cikkei, különösen az Il Grido del Popolóban, amelynek rövid ideig a főszerkesztője volt.” 1916-ban intenzív újságírói tevékenységet folytatott, főleg kulturális és közéleti témákról írt, cikkei igen olvasottak voltak. Ekkoriban két rovata volt az Avanti!-ban, az egyik a színházi kritika, a másik a város életét jellemző glosszák rovata „Sotto la mole” (A kupola alatt) címmel. Gramsci mindkét rovatot az osztályharc eszközének tekintette, a város mindennapi életét ábrázoló epizódokat fontos társadalmi, politikai vagy morális töltettel látta el, az irodalomkritikának pedig határozott osztályjelleget adott, s mindezeket az egyszerű munkások számára is közérthetően tette. Újságírói tevékenysége mellett időt szakított arra is, hogy előadásokat tartson a torinói munkásegyletekben Romain Rolland-ról, a párizsi Kommünről, a francia forradalomról, Marxról.
„Szocializmus és kultúra” című, 1916. január 26-án publikált műve ennek az időszaknak figyelemre méltó írása. Ebben bírálta korának pozitivista jellegű kultúrafelforgását: „Le kell szoknunk arról, és fel kell hagynunk azzal, hogy a kultúrát enciklopédikus tudásnak tekintsük: ebben a szemléletben az ember csak mint befogadó van jelen, akit meg kell tölteni és tele kell tömni empirikus adatokkal, nyers és összefüggéstelen tényekkel, amelyeket szótár módjára raktároz el agyában, hogy azután a külső világból jövő ösztönzés hatására minden alkalommal megadhassa a választ.” A hanyatló polgári kultúrával szembesítette a felvilágosodás eleven, a nagy francia forradalomhoz vezető enciklopédizmusát, s arra a következtetésre jutott, hogy a munkásság (forradalmi) kultúrája lényegileg ugyanazt az ideológiai bázisfunkciót tölti be, mint annak idején a haladó polgárság kultúrája: „Ma a szocializmussal kapcsolatban ugyanez a jelenség ismétlődik meg. A tőkés civilizáció kritikáján keresztül alakult ki vagy van kialakulóban a proletariátus egységes öntudata, és a kritika itt kultúrát jelent, nem pedig spontán és naturalisztikus evolúciót.” – írja Gramsci. Ezzel megelőlegezi az autentikus marxista kultúra felfogást, mely szerint a munkásosztály önálló kultúrával rendelkezik, – ezt akkor az újkantiánus opportunista teoretikusok tagadták –, amelynek kapitalizmuskritikai jellemzője az egyik leglényegesebb tulajdonsága. 
A háború kezdetétől az ipari üzemeket militarizálták, szigorú katonai fegyelmet vezettek be, parancsnok felügyeletével. Minden ellenállás tiltott volt, a frontra küldési veszély állandóan ott lebegett az elégedetlenkedők feje fölött. A munkaidő drasztikusan meghosszabbodott, „sok munkás heti 72 órát, sőt néha ennél is többet kényszerült dolgozni”, az alapvető jogokat megnyirbálták, aminek következtében az elégedetlenség nőttön-nőtt.
„A kormány a munkások elégedetlenségének csökkentése és a jobb együttműködés biztosítása érdekében két jelentős intézkedésre határozta el magát. Minden tartományban »ipari mozgósítási bizottságot« alakítottak a prefektus, a gyárosok és a munkásszervezetek képviselőiből. Ezekre a bizottságokra hárult a termeléssel és az üzemek munkakörülményeivel kapcsolatos különböző, általános jellegű problémák megoldása. Ugyanakkor engedélyezték, hogy egyes vállalatok munkásai üzemi bizottságot válasszanak. Az üzemi bizottság feladata az volt, hogy a gyárossal és a hadseregnek a vállalatnál működő képviselőjével megtárgyalja a gyárnak, az üzemrészlegnek vagy az egyes munkásoknak a bérrel, a munkaidővel, a fegyelemmel, az egészségüggyel stb. kapcsolatos külön követeléseit. Az ipari mozgósítási bizottságok mindenkor megőrizték kollaborációs és bürokratikus jellegüket, ezzel szemben az üzemi bizottságok mihamar igen hatásos fegyverré váltak a munkások kezében, s a proletármozgalom későbbi kibontakozása során egész Olaszországban, különösen pedig Torinóban szinte döntő szerepet játszottak.” Gramsci kezdettől fogva megkülönböztetett figyelemben részesítette az üzemi bizottságok intézményét, s úgy vélte, hogy „az osztályharcnak ez az eszköze maholnap az osztályuralom szervévé, a munkásállam szervévé alakulhat át.”
Zimmerwald neve a háborúellenes szocialisták zimmerwaldi konferenciája óta a nemzetközi munkásmozgalomban a háborúellenesség szimbólumává vált. A háború ellenzésének szigorú tiltása a torinói ifjúszocialistákat, akikkel Gramsci szoros kapcsolatban állt, egy beszédes turista egyesület, a Zimmerwaldi Alpinista Turistaszövetség (Federazione Alpinistica Zimmerwald) létrehozására ösztönözte, melynek vörös kezdőbetűit jelvényeiken büszkén viselték. A rendőrség tudta mit jelent a „Zimmerwald” elnevezés, de nem tartóztathatta le viselőit. 1916 júniusában a háborúellenes szocialisták kienthali konferenciáján – „az ún. második zimmerwaldi konferencián” – részt vett Giacinto Menotti Serrati is, aki Mussolini árulása után az Avanti! főszerkesztője lett. A cenzúra megkerülésével az Avanti! részletes beszámolót közölt a konferenciáról, így egész Itália munkásosztálya tudomást szerezhetett erről a fontos történelmi eseményről. A bátor tett nagy lelkesedést váltott ki a munkások között, a kormány pedig nem mert megtorló intézkedésekhez folyamodni.
1917 februárjában összeállította a „La Cittá Futura” (A jövő állama) című, egyetlen számot megért újságot, amelyet a Piemonti Ifjúszocialisták Szövetsége adott ki. A szám Gramsci négy írását tartalmazta, köztük a „Három alapelv, három szabály” (Tre principi, tre ordini), a „Közönyösök” (Indifferenti) és a „Széljegyzetek” (Margini) címűt, illetve egy rövid válogatást Croce, Salvemini, és Armando Carlini (Giovanni Gentile követője) írásaiból. Ez rávilágít arra, hogy a fiatal Gramsci gondolkodásában az idealizmus, Croce hatása még jelentős befolyással bírt. Későbbi visszatekintéseiben Gramsci ezt a tényt önkritikusan megerősítette.
Az Oroszországban kitört februári forradalomnak elementáris hatása volt az olaszországi munkásosztály körében. Montagnana így írt erről: „Munkatársaim a gyár bejárata előtt csoportokba verődve, boldogságtól sugárzó arccal olvasták fel egymásnak és vitatták meg a nagy hírt. … Olyan ünnepi hangulat, lelkesedéstől vibráló légkör uralkodott mindenütt, amilyent azelőtt soha nem tapasztaltam az üzemben.” „1917 februártól kezdve a munkások harckészsége szinte napról napra fokozódott. Egyre türelmetlenebbül viselték a háború következményeit. A gyári bizottságok egyre nagyobb tekintélyre tettek szert, s az üzemekben mindenütt egyre inkább a munkások tényleges vezetőinek szerepét töltötték be.” Gramsci az Il Grido del popolo-ban cikksorozatot szentelt az orosz forradalomnak, amelyben elismeréssel szólt Leninről és kiemelte a forradalom szocialista céljait. Ennek a sorozatnak első darabja „Jegyzetek az orosz forradalomról” címmel, ápr. 29-én jelent meg. Az írásból kitűnik, hogy Gramsci meglehetősen kevés reális információval rendelkezett a forradalomról, s a polgári lapok még azt a kevés hírt is a saját érdekeiknek megfelelően magyarázták, torzították. Az egész írást áthatja az elvont, idealista etikai kérdésfeltevések szelleme. Például a köztörvényes elítéltek forradalom általi szabadon bocsátása kapcsán hitelt adott olyan polgári „ kis színes hírnek”, mely szerint az elítéltek a szabadság helyett az önkéntes bűnhődést választották, s messianisztikus elragadtatással írt róla: „Ez a legnagyszerűbb jelenség, amit emberi tett valaha is véghez vitt. A közönséges gonosztevő emberré vált az orosz forradalomban, emberré, akit Immanuel Kant, az abszolút erkölcs teoretikusa elképzelt, emberré, aki azt mondja: az ég végtelenje rajtam kívül, tudatom imperatívusza bennem van.” Gramsci nemcsak mai szemmel hallatlan naivitásának, hanem ekkor még idealista világnézetének köszönhetően is: elhitte, mert el akarta hinni, hogy bizonyíthassa az általa hőn áhított erkölcsi forradalom lehetségességét. Ebben a cikkben Lenin és a bolsevikok nevével még nem találkozunk, de róluk ekkoriban még forradalmi szocialista körökben is igen keveset lehetett tudni. Jelentősen változott ez a helyzet július 28-ra, amikor „Az orosz maximalisták” című írását teljes egészében a bolsevikoknak és Leninnek szenteli. Így kezdi cikkét: „Az orosz maximalisták – maga az orosz forradalom. … Ők testesítik meg a szocializmus eszméjét végső formában: szocializmust akarnak teljes mértékben.” Figyelemre méltó, hogy itt már visszaszorul az elvont moralizálás, bár még itt-ott feltűnik a jakobinizmus problémája, bár még folyton összehasonlítja az orosz forradalmat a nagy francia forradalommal, Lenint Babeuffel, a figyelemre méltó mozzanat azonban az, hogy másokkal ellentétben nem a hasonlóságokat, hanem a különbségeket emeli ki, s ez hamarosan igen fontos következtetésekhez juttatja el, ahhoz, hogy Lenin a marxizmus autentikus továbbfejlesztője.

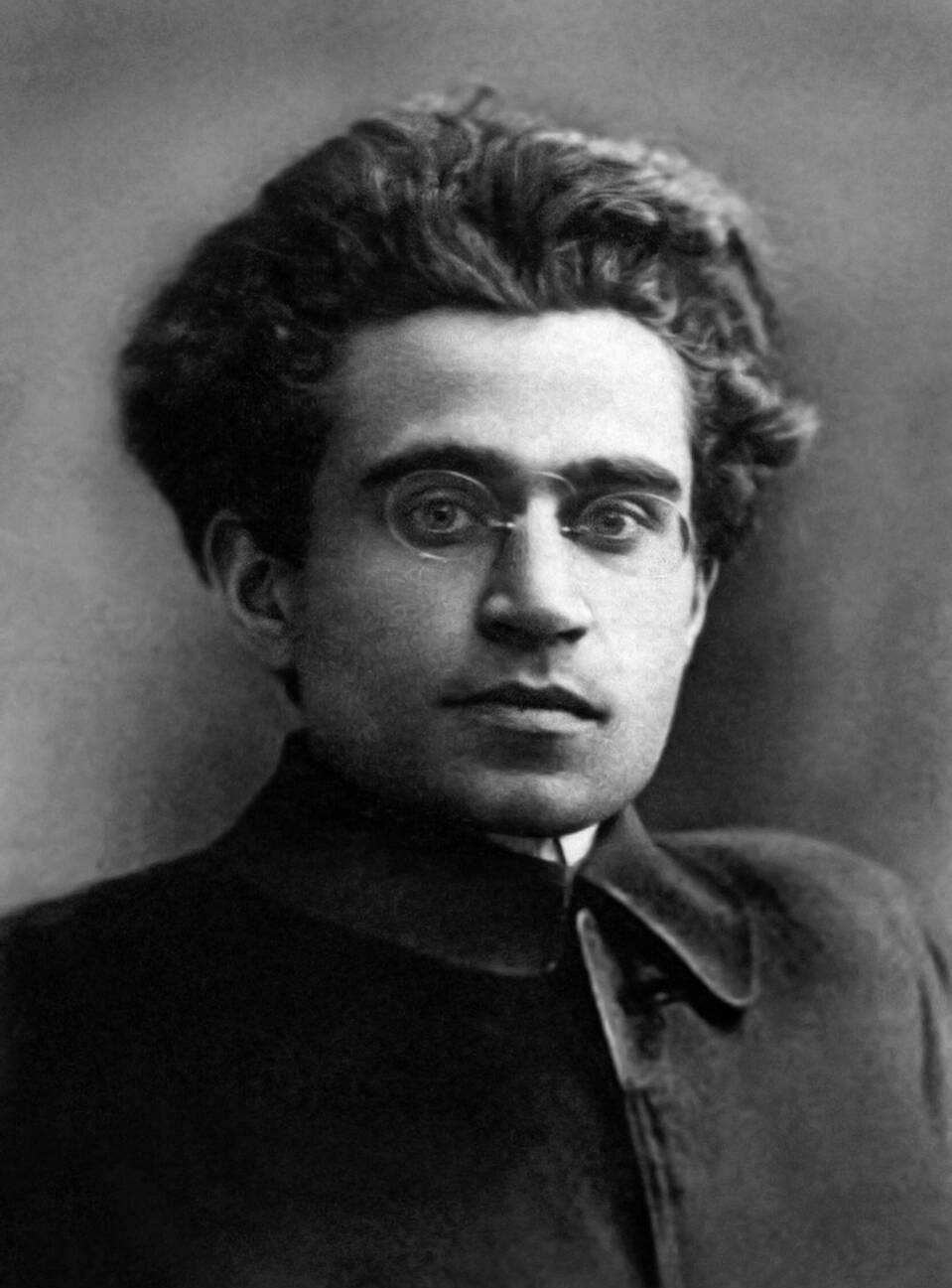
Gramsci 1921 körül

1917. augusztus 13-án a petrográdi Ideiglenes Kormány kéttagú küldöttsége érkezett Torinóba, a mensevik Goldenberg és Szmirnov, melyet nagy várakozás előzött meg a torinói munkások körében. Montagnana, ki akkoriban a szakszervezeti vezetőségben a forradalmi baloldal egyik képviselője volt, így ír az eseményről: „Elhatároztuk, hogy gyűlést tartunk a Munkáskamara több mint kétezer férőhelyes nagytermében, s ezen a gyűlésen fognak beszélni. A rendőrkapitányság úgy döntött, hogy ezúttal szemet huny, s a háborús törvények ellenére engedélyezi a nyilvános gyűlést. Este több mint 40 000 ember gyűlt össze, hogy kifejezze az orosz nép iránt érzett szolidaritását. Ennyi ember nem fért el a Munkáskamara helyiségeiben, de az egybegyűlt tömeg feloszlatása nehéz és veszélyes feladat lett volna a hatóságok számára. … Háborús törvények ide, háborús törvények oda, a gyűlésre nyílt utcán került sor. A szónokok a Munkáskamara erkélyéről beszéltek.” A helyzet paradoxona az volt, hogy a háború folytatása mellett érvelni próbáló mensevik szónokokba, az „Éljen Lenin!”-t skandáló forradalmi tömeg a háború folytatásának hallatán minduntalan belefojtotta a szót. A mensevik küldöttek fogadtatása a többi olasz városban is hasonló volt.
Augusztus 21-én spontán munkásfelkelés tört ki a városban, mely látszólag a kenyérhiány miatt volt, valójában a háború miatt felgyülemlett általános elégedetlenség váltotta ki. Először általános sztrájk kezdődött, ám az összeülő szocialista párti és szakszervezeti vezetés az elérendő célokat tekintve teljesen tanácstalan volt. Időközben a tüntetők felgyújtották a San Bernandino templomot és kifosztották Barriera di Milano peremváros templomát, ahol rengeteg felhalmozott élelmiszert találtak. A város különböző peremkerületeiben a forradalmárok barikádokat emeltek, s fegyveres harcok kezdődtek. A felkelő gócok azonban összehangolatlanok és védekezők voltak, így a kivezényelt katonaság néhány nap alatt felmorzsolta az ellenállást. Az Avanti!-tól remélt nyilvánosságot biztosító támogatás és a tiltakozás országos továbbterjedése elmaradt. A felkelés negyedik napján már csak az általános sztrájk folytatódott. A harcokban több mint ötven felkelő esett el. A megtorlás következtében szinte az összes szocialista vezetőt letartóztatták, s hosszú időre börtönbe zárták. Egy új aktivista garnitúrára volt szüksége a szocialista pártnak, így ebben a rendkívüli helyzetben került Gramsci a szocialista párt torinói szervezetének titkári és az Il Grido del Popolo főszerkesztői pozíciójába 1917 őszén.
November 18–19-én az OSzP torinói szervezete ideiglenes végrehajtó bizottságának képviselőjeként részt vett az augusztusban alakult „intranzigens forradalmi frakció” firenzei ülésén Amadeo Bordiga(it), Costantino Lazzari, Giacinto Menotti Serrati, Nicola Bombacci(it) társaságában. Az olasz hadsereg katasztrofális Caporetto melletti veresége következtében a társadalmi elégedetlenség jelentősen növekedett, s ezen az ülésen szükségesnek ítélték a munkásság beavatkozását a háború okozta válságba. Gramsci decemberben Torinóban proletár kulturális szervezetet kívánt létrehozni annak jegyében, hogy a politikai, gazdasági és kulturális aktivitást integráltan valósítsák meg. Az „Erkölcsi Élet Klubja” nevű vitakörben, Carlo Boccardo, Attilio Carena, és Andrea Vig-longo társaságában ezt a célt próbálta előkészíteni. Decemberben méltatta az oroszországi eseményeket és megírta „La rivoluzione contro il »Capitale«” (Forradalom »A tőke« ellen) című közismertté vált cikkét, mely az „Avanti!” országos kiadásában jelent meg. A cikk egyúttal óvatos bírálata is volt a szocialista pártvezetésben uralkodó fatalizmusba hajló ökonomista marxizmusnak, amely a munkásosztályt tétlen várakozásra ítéli. Ezzel Gramsci még idealista módon a társadalmi szubjektumot, az osztályakaratot állította szembe, mint ami a történelem fő hajtóereje. A Gramsci által képviselt voluntarista torzítás ugyanúgy nem felel meg a marxizmus történelmi materializmusának, mint az általa bírált fatalista torzítás. Egy igen jellemző szakasz a cikkből, mely könnyű támadási felületet biztosított vitapartnerei számára, hogy voluntarizmussal vádolhatták: „A bolsevikok nem »marxisták«, ez a lényeg; nem állítottak össze a Mester művei alapján egy külsődleges doktrínát, vitathatatlan és dogmatikus megállapításokkal; megélik a marxista gondolatot, amely soha nem hal el, amely az olasz és a német idealista gondolat folytatása, amelyre Marxnál pozitivista és naturalista lerakódások kerültek. És ez a gondolat a történelem legfőbb faktorának nem a nyers gazdasági tényeket tekinti, hanem mindig az embert, az emberek társadalmát, azokét az emberekét, akik kapcsolódnak egymáshoz, megértik egymást, ezeken a kapcsolataikon (civilizáció) keresztül kialakítják a kollektív társadalmi akaratot. Megértik, értékelik a gazdasági tényeket, akaratukhoz igazítják, mígnem ez válik a gazdaság hajtóerejévé, az objektív valóság formálójává, amely él és mozog, forrásban levő anyag jellegét ölti, amely arra irányítható, amerre az akaratnak tetszik, ahogyan az akaratnak tetszik.” Az írás ezen gyengéi ellenére Gramsci fontos lépéseket tett a valódi, a továbbfejlesztett marxizmus felé, mely az élő forradalmi gyakorlatnak ad elsőbbséget a doktrinér dogmákkal szemben.
A reakció nem maradt el, 1918 elején a reformista Caludio Treves voluntarizmussal vádolta a „Critica sociale” hasábjain, – nem alaptalanul, – amire „A kritikai kritika” (La critica critica) című cikkével válaszolt. Gramsci a proletár aktivizmus jegyében nyílt harcot indított a reformizmus, s név szerint fő képviselője Treves ellen, akinek nézeteiről a következőképpen foglalta össze bírálatát: „...Marx doktrínáját külső sémára redukálta, természeti törvényre, amely fatálisan érvényesül, az emberek akaratán, társult cselekvésükön, e cselekvés által kifejlesztett társadalmi erőiken kívül, mígnem ez a természeti törvény válik a haladás meghatározójává, a termelés új formáinak szükséges motívumává. Marx doktrínája így a proletariátus tétlenségének a doktrínájává vált.” A Treves féle „régi gárda” és a Gramsci féle „új generáció” közötti látszólagos filozófiai vita mind indítékait, mind céljait tekintve a reformisták és a forradalmárok közötti politikai vita volt, melynek legkarakteresebb motívuma, hogy Treves kigúnyolta Lenin dekrétumait, míg Gramsci védelmébe vette azokat, a nyilvánosság körülményeit tekintve egy óriási különbséggel: a cenzúra az erre vonatkozó 18 sort kihúzta Gramsci szövegéből.
Korabeli rendőrségi jelentések Gramscit már az OSzP torinói intranzigens frakciója egyik vezetőjeként említik. Május 4-én „Il nostro Marx” (A mi Marxunk) című cikkével megemlékezett Marx 100. születésnapjáról az „Il Grido del Popolo”-ban, melyet újraközölt a „L'Avanguardia” május 26-án. Ez a cikk arról tanúskodik, hogy Gramsci újabb lépést tett a marxistává válás, s saját idealizmusa meghaladásának folyamatában. Számára Marx azonban ekkor még sokkal inkább tanulmányozandó abszolút tekintély – bár óv a vallásos istenítésétől –, mint az elsajátított elmélet forrása. Még vállalja a voluntarizmus vádját, de igyekszik átértelmezni, s a tudatosság (öntudatosság, céltudatosság) fogalmával azonosítani. Tételmondata: „Marx az értelem belépését jelenti az emberiség történetébe, a tudatosság uralmát.” Súlyos tévedést követ el azonban, amikor azt állítja, hogy „...Marx történész, a múlt dokumentumainak, az összes dokumentumoknak, és nemcsak azok egy részének az értelmezője.” Ha idézőjelbe tette volna a kijelentést, s csak metaforikus tartalmat adott volna neki, rendben is volna – hiszen a történetiség, a dialektika, mint módszertani elv a marxizmus egyik leglényegesebb eleme, – azonban Marx legalább annyiban filozófus, közgazdász, politikus de elsősorban forradalmár, mint amennyire történész. Persze a korszak ökonomista marxizmusának ismeretében, amikor oly sokan értelmezték félre Marxot, aligha róható fel Gramscinak, hogy a marxizmus egészéből kiragadja a történelmi materializmust, amit ráadásul ekkor még idealista historizmusként fog fel.
Ebben az időszakban egy lengyel barátja, Aron Wizner segítségével kommentárokat, híreket és dokumentumokat publikált az orosz forradalom fejlődéséről. Például közölte Lenin: „A forradalmi frázisról” című írását és részleteket Radek egyik cikkéből. Mindkét írás eredetileg 1918 februárjában jelent meg a Pravdában, s a németekkel való békekötés vitájához szóltak hozzá. Az „Il Grido del Popolo” az év végére beszüntette működését, melyet december 5-én az „Avanti!” torinói kiadása váltott fel, így Gramsci átkerült oda. Ottavio Pastore volt a lap főszerkesztője; Gramsci, Togliatti, Alfonso Leonetti, Leo Galetto alkották a szerkesztőséget. Néhány hónapon belül az újság példányszáma 16.000-ről 50.000-re szökött fel.

#### Az „Ordine Nuovo” és az üzemi tanácsmozgalom

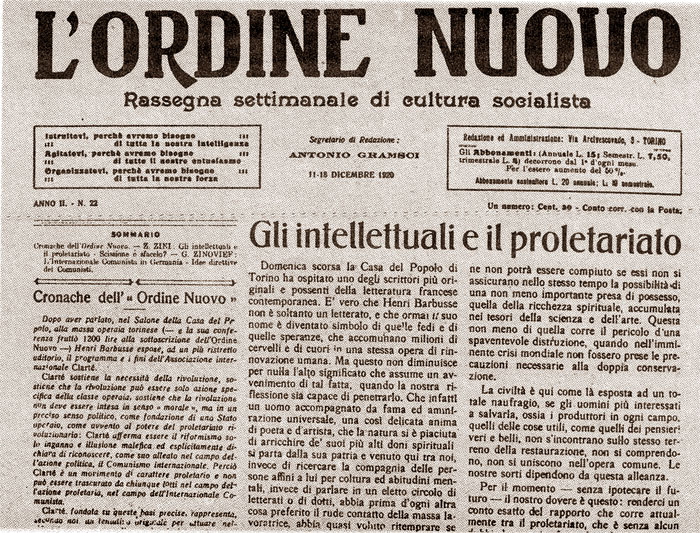
Az Ordine Nuovo 1920-ban

1919 áprilisában Gramsci Palmiro Togliatti, Angelo Tasca és Umberto Terracini társaságában – kezdetben az anarchokommunista Pietro Mosso is köztük volt – megalapította az „Ordine Nuovo” (Új Rend) című hetilapot, melynek a fejlécén ez állt: „A szocialista kultúra szemléje”. Beköszöntő száma a háború utáni első szabadon megünnepelhető május elsején jött ki, az oldal teljes szélességében a következő jelmondattal: „Műveld magad, mert szükségünk van a teljes tudásodra! Rázd föl magad, mert szükségünk van a teljes lelkesedésedre! Szervezd magad, mert szükségünk van a teljes erődre!” 1919-ben az újságnak 300 előfizetője és kb. 3.000 olvasója volt, mely a következő évre 1.100 előfizetőre és 5.000 kinyomtatott példányra nőtt, terjesztése pedig Torinóban és Piemont tartományban történt. A lap kezdetben meglehetősen eklektikus volt, s rányomta bélyegét Gramsci és Tasca koncepcionális vitája. Gramsci az üzemi bizottságokra való nagyobb odafigyelést javasolta, míg Tasca elvetette Gramscinak a munkások konkrét szerveződése felé orientáló javaslatait. Az ellentét egy szerkesztőségi mikroforradalomban oldódott meg, Gramsci kezdeményezésére, Togliatti közreműködésével és Terracini egyetértésével – illetve Tasca megkerülésével – megszületett a „Munkásdemokrácia” című írás, mely a 7. számban, 1919. június 21-én jelent meg. Gramsci indító kérdése a következő volt: „Hogyan lehet uralkodni azok fölött a hatalmas társadalmi erők fölött, amelyeket a háború felszabadított? Hogyan lehet megszervezni őket, és olyan politikai formát adni nekik, amely magában foglalja a természetes fejlődés, a folyamatos kiteljesedés adottságait, hogy végül a szocialista államban megtestesülő proletárdiktatúra gerincévé váljon? Hogyan lehet összekötni a jelent a jövővel, kielégítve a jelen égető szükségleteit, eredményesen dolgozva azon, hogy megteremtsük és »megelőlegezzük« a jövőt?” Gramsci felismerte, hogy a már létező üzemi bizottságok jelenthetik a nyers előállapotát a leendő demokratikus osztályállamnak. Eltérően a szocialista párttól és a szakszervezettől, felölelnék és megszerveznék a munkásosztály egészét, s az ún. félproletariátus munkásosztályba való integrálását, ezáltal az osztályszerveződés magasabb minőségi szintjét is megvalósítanák. Az üzemi bizottságok tőkét ellenőrző, korlátozó funkciója hatalmi, irányító, szervező funkcióvá alakulna át. A felhívás óriási visszhangja a munkások felfokozott érdeklődésében nyilvánult meg, egymást érték a meghívások a különböző gyári gyűlésekre, ami valójában a torinói üzemi tanácsmozgalom kezdetét jelentette. Az Ordine Nuovo pedig az üzemi tanácsmozgalom lapja és legfőbb szervezőereje lett. A hirtelen nekilódult tömeges munkásaktivitási hullám egyik legfontosabb következménye a szakszervezetek taglétszámának gyors növekedése, a tagság radikalizálódása és a régi vezetők felváltása egy forradalmi szellemű, fiatalabb garnitúrával. „A tanácsmozgalom kommunistái megszerezték a többséget a torinói Camera del Lavoróban, amely ennek eredményeképpen mind a szervezett tagok száma, mind pedig azok harci szelleme tekintetében – megerősödött.” A reformisták igyekeztek minden módon elszigetelni a mozgalmat, hogy ne válhasson országos méretűvé, s a legkülönfélébb jelzőkkel illették az Ordine Nuovo-t: „szindikalisták”, „voluntaristák”, „aktivisták”, „bergsoniánusok”, „idealisták”. Időközben Gramscit beválasztották a szocialista párt torinói szekciójának végrehajtó bizottságába.
Az Ordine Nuovo mindazonáltal széles spektrumot igyekezett átfogni, közölte Barbusse, Lunacsarszkij, Lukács György, Kun Béla, Gorkij, Lenin, Zinovjev és mások írásait. Az OSzP-ben ekkoriban számos – taktikai programjában elkülönülő – irányzat vitázott egymással. Gramsci a legkülönfélébb radikális baloldali irányzatokkal állt kapcsolatban, köztük anarchistákkal is. A proletár állam szerepének egyik legvilágosabb, anarchistákkal vitázó kifejtése „Állam és szocializmus” címmel jelent meg.
Gramsci 1919-es tevékenységének számos magyar vonatkozása is van. Az Ordine Nuovo három írást közölt, mely a Magyarországi Tanácsköztársasággal foglalkozott: „Az ellenforradalom” (1919. május 15.), „A magyar tanácshatalom” (1919. augusztus 9.) és „A szakszervezetek és a diktatúra” (1919. október 15.) címmel. Az első írásában az ellenforradalom geopolitikai szerveződésének a logikáját kutatja 1848 és 1919 analógiájának megragadásával és a nemzetközi viszonyok konkrét elemzésével. „Oroszországban, Magyarországon, Bajorországban a proletárforradalmak azonnali sikere attól függ, hogy milyen gyorsan erősödnek meg, milyen gyorsan bénítják meg (még mielőtt meghódítanák) az államot Poroszországban, Romániában, Csehországban és Lengyelországban az ottani kommunista erők.” Ebből is látható, hogy a konkrét internacionalizmusnak milyen fontos jelentőséget tulajdonított az orosz- és magyarországi tanácshatalom fennmaradásának szempontjából. Egyúttal hangsúlyozta a konkrét geopolitikai viszonyok elemzésének fontosságát, mert az egész földön egyszerre bekövetkező forradalom ostoba gondolata szerinte utópia. Ezzel határozottan kiállt az orosz bolsevik forradalom és Leninnek azon elmélete mellett, mely szerint a kapitalizmus láncolatát a proletárforradalom az egyenlőtlen fejlődés következtében a leggyengébb láncszemnél szakítja meg.
A fenti gondolatkör gyakorlati megfelelője volt a július 20-ára és 21-ére a különböző országok szocialista pártjai és szakszervezetei által meghirdetett nemzetközi szolidaritási sztrájk a kapitalista hatalmak szovjet-oroszországi és magyarországi fegyveres intervenciója ellen. A hatalom félelmét jelzi, hogy a sztrájk előtt a teljes szocialista párti és szakszervezeti vezetést begyűjtötték, és két napra börtönbe zárták. Gramsci következetességére jellemző, hogy agitációs tevékenységet folytatott a szárd börtönőrök körében, mely annyira sikeres volt, hogy sokan közülük később a mozgalom tagjai lettek. A munkás és parasztmozgalmak sikerének tulajdonítható, hogy Nitti miniszterelnök visszahívta az oroszországi intervencióban részt vevő olasz egységeket, illetve a parlamentben is megerősítette, hogy Olaszország nem vesz részt semmilyen katonai akcióban Szovjet-Oroszország és a Magyarországi Tanácsköztársaság ellen.
„A magyar tanácshatalom” című írásában folytatja az előző cikkben elkezdett geopolitikai elemzést, tovább konkretizálva a Tanácsköztársaság bukásának nemzetközi okait, s benne Olaszország sajátos, paradox helyzetét, aminek lényege, hogy Olaszország geopolitikai okokból – területi igényei miatt Szerbiával szemben, – a Tanácsköztársaság „támogatójává” vált. Amint eldőlt azonban a párizsi békekonferencián Fiume és Dalmácia sorsa, Olaszország támogatóból belső bomlasztóvá vedlett. „A szakszervezetek és a diktatúra” című cikkében áttér a belső okok taglalására, a kiemeli a szakszervezeti vezetés ellenforradalmi szerepét. Feltűnően kerüli viszont a Kommunisták Magyarországi Pártja és a Magyarországi Szociáldemokrata Párt a kommunisták számára problematikus fúziójának kérdését. Ennek oka abban található meg, hogy ebben az időben az Ordine Nuovo nem vállalt nyílt konfrontációt az OSzP vezetés ellen, mert „féltek az esetleges pártszakadástól és attól, hogy kizárhatják őket a párt soraiból.” De a későbbi forrásokból megtudható, hogy: „A szakítás gondolatát, az önálló OKP létrehozását – egyéb tényezők mellett – azután éppen a magyar események, a magyarországi szociáldemokrata vezetők és szakszervezetek reformista, a forradalmat, a proletárdiktatúrát hátba támadó magatartása érlelte meg.”
Július 26-án az „Ordine Nuovo” újraközölte az eredetileg Bordiga „Il Soviet” című lapjában megjelent „A Kommunista Frakció Programja” című írást, mely az Amadeo Bordiga vezette antiparlamentarista frakció első hivatalos dokumentuma volt.
Az Ordine Nuovo 1919. szeptember 13-án közzétett egy felhívást „A Fiat-Centro és Brevetti részlegbiztosaihoz” (Ai commissari di reparto delle officine Fiat Centro e Brevetti) címmel, mely elindította az üzemi tanácsok megalakítását. Ez a forradalmi mozgalom az olasz történelembe „vörös kétév” (Biennio rosso) néven vonult be. Az első üzemi tanács a Fiat-Centro-ban, Olaszország legnagyobb ipari komplexumában alakult meg, titkárának Giovanni Parodi fémmunkást választották, s a rákövetkező hetekben elterjedt egész Torinóban.
Az OSzP október 5–8. között, Bolognában tartotta első háború utáni kongresszusát. „A kongresszuson képviselt főbb irányzatok a következők voltak: a Filippo Turati vezette reformista tábor; maximalista-centristának nevezhető irányzat, amelynek Serrati volt a szószólója; az »Ordine Nuovo« vonal, élén Gramscival; és végül a tartózkodók [absztencionisták] (azért nevezték őket így, mert azt hirdették, hogy a választási harcokban nem szabad részt venni), Amadeo Bordiga nápolyi mérnök vezetésével.” A reformisták kisebbségbe kerültek, így a kongresszus egyhangúlag megszavazta a párt csatlakozását a néhány hónapja alakult Kommunista Internacionáléhoz.
Októberben Gramsci megismerkedett a Torinóba látogató Sylvia Pankhursttel, akinek „Levelek Angliából” címmel (Togliatti fordításában) publikálta írásait az „Ordine Nuovo”.
Az üzemi tanácsok mozgalma nehezen terjedt Torinón kívül, ezért a Munkáskamara [a szakszervezet] a december 15–17-én tartott ülésén kibocsátott egy felhívást Olaszország munkásaihoz, hogy hozzanak létre országszerte üzemi tanácsokat. Élénk vita bontakozott ki szocialista körökben és a baloldali sajtóban az üzemi tanácsok kérdésében. Mind a reformista pártvezetés, mind a régi szakszervezeti bürokrácia az alulról jövő forradalmi hullámtól féltették megszerzett pozícióikat, ezért konokul ellenezték, és akadályokat gördítettek terjedésének útjába.
Január 24–31-én Gramsci publikálta „A torinói szocialista szervezet akcióprogramja” (Programma d'azione della sezione socialista torinese) című írását. Gramscit és Togliattit újraválasztották a torinói végrehajtó bizottságba. A párt „kultúriskolájában” az orosz forradalomról tartott előadást. Pietro Ciuffo segítségével létrehozta Torinó szardíniai szocialistáinak körét.
Az Ordine Nuovo címoldala március 27-én felhívást közölt az üzemi tanácsok országos kongresszusának összehívására. Ezt „Itália minden munkásához és parasztjához” címezték, aláírók pedig az OSzP torinói Szervezetének VB-je, az Üzemi Tanácsok Munkabizottsága, az Ordine Nuovo és a Torinói Anarchista Csoport.
A FIAT művek sztrájkjára reagálva, március 28-án a torinói gyáriparosok proklamálták a fémipari üzemek általános bezárását és olyan követeléseket támasztottak, amelyek az üzemi tanácsok feloszlatását jelentették volna. Erre válaszul április 13-án Torinóban több mint 200 000 munkás kezdett általános sztrájkot, amelyhez ürügyként a nyári időszámítás bevezetése kapcsán támadt munkaidővita szolgált, innen az elnevezése, az ún. „óramutató sztrájk”. Minden gyár leállt, a szállítás megszakadt, és az egész város megbénult. Az ország többi részéről viszont a közeljövőben kevés támogatás érkezett, mindazonáltal nemsokára sztrájkot indítottak a szomszédos tartományok mezőgazdasági munkásai is. A harc tétje természetesen az üzemi tanácsok intézményének fennmaradása vagy az utóbbi másfél évben kivívott jogok elvesztése volt. Mivel a Gramsci és az Ordine Nuovo csoport által támogatott sztrájkot a CGL (General Confederation of Labor) és az OSzP vezetése megtagadta, a 11 napig tartó általános sztrájk április 24-én a gyáriparosok győzelmével végződött. Az igazgatóság visszaszerezte az ellenőrzést a gyárak belső felügyelete fölött, mivel az üzemi tanácsok és üzemi bizottságok hatáskörét, jogait alaposan megnyirbálták.
Május 8-án az Ordine Nuovo megjelentette „A szocialista párt megújulásáért” (Per un rinnovamento del Partito socialista) című írást, melyet Gramsci korábban írt. „Torinó város pártszervezeteinek és Torino megye pártföderációjának küldöttei terjesztették ezt a jelentést a párt Országos Tanácsának – az Olasz Szocialista Párt Vezetősége kibővített ülésének – milánói ülésszaka [Milánó, április 18–22. ] elé. … Az Olasz Szocialista Párt azonban figyelemre sem méltatta őket.” Azzal, hogy az Ordine Nuovo megjelentette ezt a dokumentumot, Gramsci taktikát változtatott. A pártvezetés elleni burkolt és mérsékelt harca nyílttá vált, s tevékenységének homlokterébe az önálló kommunista párt mielőbbi megalakítása került, amelyhez az OSzP belüli erős kommunista frakció létrehozásán keresztül vezetett az út. Ennek jegyében vett részt megfigyelőként május 8–9-én Bordiga absztencionista kommunista frakciójának Firenzében tartott kongresszusán. Bordiga az önálló kommunista párt létrehozásának útján már jóval előrébb járt, hiszen rendelkezett önálló orgánummal és önálló szervezeti hálózattal. Gramsci ezen a kongresszuson amellett érvelt, hogy kommunista pártot csupán az absztencionista elvekre nem lehet alapítani.
A Torinói Munkáskamara május 23–28-i ülésén jóváhagyott egy Tasca által készített tervet, amely a üzemi tanács mozgalmat alárendelte volna a szakszervezeteknek. Gramsci részt vett ezen az ülésen, és élesen ellenezte Tasca álláspontját. Június–július folyamán a Gramsci és Tasca közötti szakadék az üzemi tanácsok autonómiájának kérdésében egyre mélyebbé vált. Gramsci és az Ordine Nuovo támogatta a „kommunista üzemi csoportok” létrehozására irányuló kezdeményezést, amelyek a jövőbeli kommunista párt alapját képezhették Torinóban. Gramsci kifejtette nézeteit erről a kérdésről egy cikkében: „A kommunista csoportok” (I gruppi comunisti) címmel (L'Ordine Nuovo, július 17.).
Gramsci jelentést küldött a Komintern VB részére „A torinói üzemi tanács mozgalomról” (Il movimento torinese dei Consigli di fabbrica). Ez a jelentés később megjelent oroszul, németül és franciául a Communist International szerkesztésében (1920. november) és az Ordine Nuovo 1921. március 14-i számában. A Komintern II. kongresszusa (július 19. – augusztus 7.) megállapította a szocialista pártok Kominternbe való 21 felvételi feltételét. A kongresszus felhívta a pártokat (köztük az Olasz Szocialista Pártot) a reformisták kizárására, illetve Bordiga parlamenti választásoktól tartózkodó irányvonalát szintén elítélte. Az Ordine Nuovo csoport nem képviseltette magát a kongresszuson, de Lenin kijelentette, hogy az Ordine Nuovo politikai irányvonala megegyezik a Komintern alapelveivel.
Elhatárolva magát Togliattitól és Terracinitől, Gramsci elutasította a csatlakozást a szocialista párt torinói kommunista választási frakciójához. Összegyűjtött maga körül egy kis „Kommunista Oktatási” csoportot, mely közeledett Bordiga absztencionista vonalához. Augusztus 14-én és 28-án Gramsci publikálta „Az Ordine Nuovo programja” (Il programma dell'Ordine Nuovo) című írást.
Szeptember elején az Olasz Vasmunkás Szövetség központi vezetősége a sikertelen béremelési követelések után felszólította a vas- és fémipari munkásokat, hogy foglalják el a gyárakat. A munkások gyárőrséget szerveztek, ám a termelés folytatódott tovább. Gramsci aktív volt a munkások gyárfoglalási mozgalmának elősegítésében és meglátogatott néhány üzemet Milánóban. Az Avanti! piemonti kiadásában egy cikksorozatot szentelt annak, hogy óvja a munkásokat attól az illúziótól, hogy az üzemek elfoglalása megoldja a hatalom kérdésének problémáját, illetve sürgette munkásvédelmi milíciák létrehozását. A munkások önszerveződő fegyverkezése azonnal megindult. „Torinóban alig néhány nap leforgása alatt több ezer kézigránátot készítettek. Ráadásul egyes gyárakban nagy mennyiségű félig kész gépfegyvert és puskát is találtak, csak be kellett fejezni és összeszerelni őket. Ez hamarosan meg is történt. Alig tíz nap telt el a gyárak megszállásának kezdete óta, és a munkások már mindenütt alaposan fel voltak fegyverezve.” Időközben a termelés zavartalan folytatásához szükséges alapanyagok, részegységek, energia biztosítása érdekében megtörtént a technológiai láncban kapcsolódó üzemek elfoglalása is. „Egy hét leforgása alatt az ország ipari üzemeinek nagy része a munkások kezébe került.” Az ország legnagyobb és legbonyolultabb nagyüzemét a FIAT-Centro-t a munkások egy teljes hónapon keresztül gyárosok és gyárigazgatók nélkül működtették, s a termelést a hallatlan nehézségek dacára az előző hónapok átlagának 70%-án sikerült fenntartaniuk.
A forradalom továbbfejlesztésének feladatát az Általános Szakszervezeti Szövetség (CGL) elhárította, így szeptember harmadik hetében tárgyalásokat kezdett az OSzP-vel, melynek megalkuvó vezetése nem vállalta a felelősséget a forradalom kirobbantásáért. Ennek következtében a CGL meghátrált, tárgyalásokat kezdeményezett Giolitti kormányával. E tárgyalásokon látszateredmények (10–20%-os béremelés, kormányígéret a munkásellenőrzés bevezetéséről, megtorlás elmaradása) fejében minden addig elért pozíciót feladtak, ez valójában az üzemi tanácsmozgalom teljes vereségét jelentette. 1920 novembere egyúttal a kormány és a nagytőkések által felfegyverzett és támogatott fasiszta bandák garázdálkodásának, az ellenforradalomnak a kezdete is.
Gramsci javasolta a különböző csoportok fúzióját (absztencionisták, választási kommunisták és a „Kommunista Oktatás”) az OSzP torinói szervezetében. „A kommunista párt” (Il partito comunista) címmel két részből álló cikket publikált az Ordine Nuovo szeptember 4-i és október 9-i számaiban. Október első két hetében részt vett a különböző irányzatú kommunista csoportok milánói találkozóján, amely támogatta a Komintern 21 pontjának elfogadását. A kommunista frakció egyik gyűlésén elfogadta a „Programkiáltvány” című nyilatkozatot, melyet aláírt: N. Bombacci, A. Bordiga, B. Fortichiari, Gramsci, F. Misiano, L. Polano, L. Repossi és U. Terracini (megjelentette az Ordine Nuovo október 30-án). November 28–29-én Gramsci részt vett az OSzP kommunista frakciójának Imola városában történt formális megalakításán, mely innen kapta az „imolai frakció” elnevezést.
Meghalt Emma nevű nővére Ghilarzában, ezért Gramsci Szardíniára utazott, hogy meglátogassa családját.
December 24-én jelent meg utoljára az Ordine Nuovo mint hetilap. Az Avanti!, a piemonti szocialista szekció lapja, átvette az Ordine Nuovo címet, így az napilappá alakult. Az új lap a torinói kommunisták orgánumává vált, melynek Gramsci lett a főszerkesztője.

#### Az Olaszország Kommunista Pártja megalapítása
1921. január 1-jén megjelent Ordine Nuovo napilap első száma. A szerkesztőség tagjai között volt található: Togliatti, Leonetti, O. Pastore, Mario Montagnana, Giovanni Amoretti. Gramsci felkérte Piero Gobettit, hogy színházkritikai és más cikkeivel járuljon hozzá az újság arculatának sokszínűvé tételéhez. Umberto Calosso „Sarmati” álnéven szintén szerzője volt a lapnak.
Gramsci, Zino Zini és mások, január 14-én megalapították „A Proletárkultúra Intézetét” (A moszkvai Proletkult szekciójaként) aminek titkára Giovanni Casale, az Ordine Nuovo állandó tagja lett.
Január 15–21 között Gramsci részt vett az OSzP 17. kongresszusán, melyet Livornóban tartottak. A kongresszuson éles viták zajlottak a kommunista, a maximalista és a reformista áramlat között. Terracini, Bordiga, Bombacci illetve a Komintern képviselői Kabakcsev és Rákosi Mátyás, hozzászóltak az imolai (tiszta kommunista) indítvány érdekében. Az indítvány 58.783 szavazatot ért el. A firenzei (a Serrati képviselte egységesítő kommunista) indítvány elérte a szavazatok többségét (98 028). A reggio emiliai reformista indítvány 14 695 szavazatot kapott. Január 21-én a kommunista frakció küldöttei a San Marco színházban külön tanácskoztak és bejelentették az Olaszország Kommunista Pártja (Partito Comunista d'Italia – (PCd'I) (a III. Internacionálé szekciója) megalapítását. Gramsci tagja lett a központi bizottságnak. A Végrehajtó Bizottságot Bordiga, Fortichiari, R. Grieco, L. Repossi és Terracini alkották.
Január 28-án Gramsci „Caporetto és Vittorio Veneto” címmel publikált egy cikket a livornói szakadásról az Ordine Nuovo január 28-i számában. E periódus hírlapszerű írásaiban, Gramsci egyaránt támadta a szakszervezetek reformista „mandarinjait” és az OSzP maximalista centristáit. Ekkor kezdett írni egy cikksorozatot, melyben elemezte a fasiszta mozgalom osztálytartalmát. Ennek két darabja „Szocialisták és fasiszták” (Ordine Nuovo, 1921. jún. 11.) és „A két fasizmus” (Ordine Nuovo, 1921. aug. 25.) címmel jelent meg.
Február 27-én Gramsci találkozott Giuseppe Prezzolinivel és meghallgatta egyik előadását „Az értelmiség és a munkások” címmel a torinói Népházban.
Március 20-án Gramsci részt vett és beszélt az OKP Ligúriai Területi Föderáció első, Savonában tartott kongresszusán. megelőlegezzük
Március végén a gyárosok részéről megindult a támadás a munkások ellen. Mondvacsinált ürügyekkel elbocsátották az üzemi bizottságok tagjait, köztük Parodit is. A munkásság sztrájkkal válaszolt, de már hiányzott a lelkesedés, mely az elmúlt két évben hajtotta őket, belefáradtak a közelmúlt harcaiba, s a szocialista és szakszervezeti vezetők árulásának erős demoralizáló hatása is érvényesült, megjelentek a sztrájktörők, amik korábban szinte ismeretlenek voltak. Ebben helyzetben az elbocsátásokkal való fenyegetés is jobban hatott: „Mindenki tudta, hogy ilyen körülmények között az elbocsátás egyenlő azzal, hogy az illető a gyárosok »fekete listájára« kerül és egyetlen gyárban sem kap munkát. Számos elvtárs, aki e listán szerepelt, kénytelen volt kivándorolni Franciaországba vagy Amerikába, különben éhen halhatott volna.” A sztrájk spontán elhalt, vereség, feltétel nélküli megadás volt ez. Gramsci összeforrottságát és mély együttérzését a torinói munkásokkal ekkoriban írt cikke, a „Hús-vér emberek” (Uomini di carne e ossa) (Ordine Nuovo, 1921. máj. 8.) fejezi ki talán a legjobban. Abban a helyzetben, amikor némely önelégült mozgalmi vezető megvetéssel viszonyult hozzájuk, különös jelentősége volt Gramsci emberi szavainak: „A Fiat munkásai kitartóan harcoltak éveken át, vérükkel öntözték az utcákat, szenvedtek az éhségtől és a hidegtől; dicsőséges múltjuk miatt megmaradnak az olasz proletariátus élcsapatának, a forradalom hűséges és elkötelezett harcosainak. Megtették mindazt, amit egy hús-vér ember megtehet: emeljünk kalapot megpróbáltatásaik előtt, mert abban is van valami nemes, ami imponál az őszintéknek és a becsületeseknek.” Montagnana idézi Felice Platonet: „A seregestől érkező munkások [a munka újrafelvételének napján] mohón olvasták Gramsci cikkét, és nem titkolták elismerésüket, megindultságukat.”
A május 15-i választásokon Gramsci első alkalommal volt rajta az OKP torinói jelölt listáján, de nem választották meg.
1921 tavaszán elindult az Arditi del Popolo(en) (Népőrség) fegyveres antifasiszta mozgalma, melyben a széles népi összefogás alapján együtt harcoltak kommunisták, anarchisták, szocialisták, demokraták, katolikusok. Rövid működése alatt jelentős sikereket ért el a fasiszták elleni harcokban. „A kommunisták majdnem mindenütt beléptek a mozgalomba, bevitték oda a maguk harcosságát, fegyelmezettségét, s ezáltal eredményesen járultak hozzá a szervezet erősítéséhez és színvonalának emeléséhez.” Az OKP VB egyetlen ordinovista tagja ekkoriban Moszkvában tartózkodott a Komintern III. kongresszusán, így Bordiga könnyebben el tudta fogadtatni szektás, a tömegeket lebecsülő határozatát. „A párt központi bizottsága Bordiga javaslatára úgy határozott, hogy minden kommunistának kizárás terhe mellett ki kell lépnie az Arditi del Popolóból, hogy saját »kommunista rohambrigádokat« alakítsanak, amelyek kizárólag párttagokból és megbízható szimpatizánsokból állnak.” A párttagok fegyelmezetten kiléptek, aminek következtében az Arditi del Popolo súlyos veszteségeket szenvedett és egyúttal a kommunista párt tömegkapcsolatai is meggyengültek. Gramsci és az ordinovisták ellenezték Bordiga politikáját, s az Ordine Nuovo 1921 július 15-i számában cikket közölt az Arditi del Popolo védelmében. Mindazonáltal Gramsci és az Ordine Nuovo felsorakozott a központi bizottság határozata mögé. 1921 októberében a Komintern bírálta az OKP szektás politikáját.
Az OSzP 18. kongresszusának küszöbén Gramsci „A szocialista kongresszus” címmel (Il congresso socialista) publikált egy írást az Ordine Nuovo október 9-i számában. A kongresszuson Serrati maximalista szárnya megerősítette a párt Kominternbeli tagságát.
Decemberben a Komintern VB publikálta 25 pontból álló téziseit egy felhívás előkészítéseként a munkásosztály pártjainak egységfrontja érdekében, melyet korábban először a Komintern III. kongresszusa tárgyalt.
Gramsci részt vett az OKP (PCd'I) központi bizottságának ülésén, melyet december 18–20-án Rómában tartottak. Bordiga, Graziadei, Sanna, Tasca, és Terracini társaságában megvitatta a pártvezetés álláspontját az agrár-, a szakszervezeti- és a második kongresszus előkészítésében folytatandó politikai taktika kérdésében. Az Ordine Nuovo december 31-én publikálta a Komintern VB egységfront felhívását.

### Moszkvában

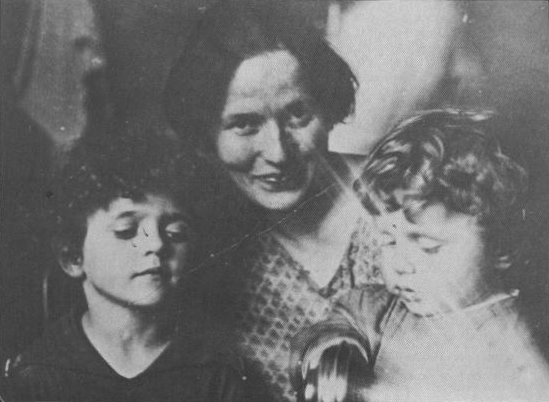
Gramsci felesége a gyerekekkel

Gramsci 1922. március 20–24-ig Rómában részt vett az OKP II. kongresszusán. A kongresszus nagy többséggel jóváhagyta (31 089 szavazat 4151 ellenében) a bordigista ún. „Római téziseket”, amely tulajdonképpen visszautasította a Komintern „egységfront felhívását”. Gramsci bár megfontolta az egységfront taktika szakszervezeti szinten történő megvalósíthatóságát, de a kongresszus többségéhez hasonlóan, ellenezte az egyesülést a szocialista párttal. Montagnana így emlékezik vissza az eseményre: „Gramsci azzal a határozott szándékkal indult Torinóból a kongresszusra, hogy nem azonosítja magát Bordigával és a végrehajtó bizottsággal. Elutazása előtt hosszan beszélgettünk erről a kérdésről. A kongresszuson Gramsci váratlan helyzet elé került: jelentősen megerősödött és rendkívül agresszívnek bizonyult a párt jobbszárnya, amely képmutatóan azt állította, hogy feltétel és fenntartás nélkül csatlakozik az Internacionálé általános irányvonalához és az olasz kérdésben adott utasításaihoz, ám a valóságban kifejezetten opportunista politikát akart rákényszeríteni a pártra. Gramsci ebben az irányzatban látta a pártra leselkedő legfőbb veszélyt, ezért a római kongresszuson inkább eltekintett a nyílt harctól Bordigáék hamis álláspontja ellen, és így a szektások teljes győzelmet arattak. A végrehajtó bizottság összetétele semmit sem változott.” Gramscit a kongresszuson megválasztották, hogy képviselje a pártot a Komintern végrehajtó bizottságában, Moszkvában.
Március 27–29-én Gramsci beszélt a Kommunista Ifjúsági Föderáció római kongresszusán.
Április elején Gramsci egy pártfórum keretében beszámolt az OKP torinói szervezetének a párt kongresszusáról. Április 12-én publikálta „Olaszország és a Genovai Konferencia” című írását a „Correspondance Internationale”-ban. A konferencia ideje alatt Genovában tartózkodott, melyen a nagyhatalmak megvitatták a politikai és gazdasági kapcsolatok újrafelvételét a Szovjetunióval.
Piero Gobetti publikált egy esszét Gramsciról és a torinói kommunista mozgalomról a „Rivoluzione Liberale” című lapban (április 2.).
Május 26-án Gramsci rossz egészségi állapotban indult el Moszkvába Graziadei és Bordiga társaságában, ahová június 23-án érkeztek a litván határon keresztül.
Júniusban Gramsci részt vett a Komintern kibővített VB II. konferenciáján, melyen megválasztották a Komintern VB tagjának.
Zinovjev javaslatára a Moszkva környéki Szerebrianyij Bor szanatóriumban gyógykezeltette magát néhány hónapig, hogy egészségét rendbe hozza. Szanatóriumi tartózkodása alatt ismerkedett meg leendő feleségével, Julia Schuchttal, kitől két gyermeke született.
Trockij kérésére, írt egy összefoglalót az olasz futurista mozgalomról, mely függelékként jelent meg az „Irodalom és forradalom” (1923) című kötetben.
Október 1–4-ig az OSzP 19. kongresszusán döntöttek a reformisták kizárásáról és a párt Komintern tagságának megújításáról.
Október 28. „Marcia su Roma”: Mussolinit kinevezték miniszterelnöknek. Még azon az éjjelen a rendőrség és a gárdisták támogatásával az Ordine Nuovo és a római Il Communista szerkesztőségét és nyomdáját feldúlták a feketeingesek. Amint a fasiszták megszilárdították hatalmukat, az OKP-t arra kényszerítették, hogy illegalitásban tevékenykedjen. Formálisan a párt nem volt betiltva, de tagjait üldözték, legális tevékenysége szinte teljességgel lehetetlenné vált. Akkoriban – amint Trockij visszaemlékezett 1932-ben, – Gramscin kívül senki sem volt a pártban, aki lehetségesnek tartotta volna a fasiszta diktatúrát. Ennek egyik fő oka, hogy Bordigának a fasizmust lebecsülő, szektás eszmei befolyása még kiterjedt a párttagság többségére.
Gramsci november 5-től december 5-ig részt vett a Komintern IV. kongresszusán, amelyen Zinovjev javaslatára megvitatták az olasz kérdést, különösen az OKP és az OSzP fúziójának problémáját. Az OKP többsége ellenezte a fúziót, s csak a Komintern nyomására egyezett bele a kérdés megvitatásába. Egy közös bizottságot állítottak fel a két párt közötti közeledési folyamat felügyeletére: a kommunisták képviseletében Gramsci (Bordiga helyett, aki visszautasította a részvételt), Scoccimarro és Tasca, a szocialisták képviseletében pedig Serrati, Tonetti és Maffi. Az egész erőfeszítés néhány hónapon belül darabokra hullott, mivel mindkét párt vezetőinek letartóztatással, száműzetéssel és a fasiszták általi folytonos zaklatással kellett szembe nézniük.
Gramsci megjelentette „A Mussolini kabinet eredete” című írását a Correspondance Internationale november 20-i számában.
December 18. éjjelén Torinóban a kegyetlen fasiszta pogromoknak több tucat kommunista és szocialista esett áldozatul.
1923 februárjában, mialatt Gramsci még Moszkvában volt, a rendőrség Olaszországban letartóztatta az OKP VB néhány tagját – köztük Bordigát és Griecot – és több helyi vezetőt. A rendőrség Gramsci ellen is kiadott egy elfogatóparancsot. A pártszervezet irányításával Terracinit bízták meg. Az elmúlt hónapok letartóztatásait követően márciusban a volt VB tagok elkezdték újjászervezni a vezetést és kijelölték Scoccimarrót, Tascát, Graziadeit és C. Raverát a Központi Bizottságba. Scoccimarro és Togliatti bekerült a VB-be. A börtönből Bordiga kibocsátott egy felhívást a párt tagjaihoz, amelyben kritizálta a Komintern VB álláspontját, különösen a szocialista párttal való kapcsolatot illetően. A felhívást Togliatti, Terracini, Scoccimarro és mások némi tétovázással, de elfogadták, Gramsci azonban visszautasította annak aláírását. Terracini Moszkvába utazott, míg Togliatti feladata a párt olaszországi működtetése volt.
1923. június 12–23-ig Scoccimarro, Tasca, Terracini és Vota társaságában, Gramsci részt vett a Komintern kibővített VB ülésén, és előadói beszédet tartott „Az olasz kérdés”-ről. A kibővített VB kinevezte az új OKP VB-t amelyben helyet kaptak a kisebbségi jobbszárny képviselői is. Az új VB tagjai: Togliatti, Scoccimarro, Tasca, Vota, és Fortichiari (aki felváltotta Gennarit). Augusztusban Bordiga és Grieco lemondott az OKP KB tagságról.
Szeptember 12-én az OKP VB-hez címzett levelében Gramsci közölte a Komintern VB döntését egy új munkás napilap elindításáról, mely a tervek szerint együttműködik a „III. internacionalisták” csoportjával. Indítványozta, hogy a lap címe L'Unità legyen. A levélben Gramsci először tért ki hosszabban az északi munkásosztály legszegényebb rétegeinek és a déli paraszttömegek szövetségének kérdésére.
Az új VB tagjait szeptember 21-én együtt tartóztatták le Milánó közelében. A vád állam elleni összeesküvés volt ellenük, de három hónap börtön után felmentették és szabadon bocsátották őket. A Bordiga, Grieco, Fortichiari és más kommunista vezetők elleni per is általános felmentő ítélettel végződött október 18–26-án.

### Bécsben
Gramsci novemberben bécsi megbízatást kapott, helyét Terracini váltotta fel Moszkvában. Az olasz párt és a többi európai kommunista párt közötti kapcsolattartás feladatát kapta. December 3-án Gramsci megérkezett Bécsbe. Addig, amíg szállást nem talált, Josef Frei, az Osztrák Kommunista Párt általános titkárának vendége volt. Szoros kapcsolatot tartott levelek útján Terracinivel, Togliattival, Leonettivel, Scoccimarróval és Tressóval. Bécsi tartózkodása alatt feszített munkatempóval, naponta négy-öt levelet is megírt.
1923 vége és 1924 eleje között számos cikket írt G. Masci álnéven a „Correspondance internationale”-ba az olaszországi helyzetről és a fasizmusról.
1924 januárjában tervezte egy a marxista tanulmányok és politikai kultúra új negyedéves folyóiratának megalapítását „Critica Proletaria” címmel. Emellett újjá akarta éleszteni az Ordine Nuovo-t Piero Sraffa és Zino Zini közreműködésével. Megpróbálta rávenni Zinit, hogy fordítson egy válogatást a történelmi materializmusról Marx és Engels munkáiból. Februárban ismeretséget kötött Victor Serge-zsel, akivel aztán számos alkalommal találkozott.
Február 9-én Gramsci levelet írt Togliatti és Terracini részére, amelyben ismertette nemzeti és nemzetközi keretek közé illesztett pártkoncepcióját, és kifejezte, hogy szükség van egy új vezető csoport létrehozására az OKP élén. Gramsci újra megismételte Bordiga álláspontjának cáfolatát, kritizálta a párt haladását a centralizáció, a szektásság és a tömegektől való elkülönülés irányába.
Február 12-én megjelent a L'Unità első száma Milánóban. Az újság eredeti alcíme „Munkás és paraszt napilap” volt, de augusztus 12-től, a „III. internacionalisták” csatlakozásával „Az OKP sajtóorgánuma” alcímre változott. A szerkesztőség tagjainak névsora: O. Pastore, A. Leonetti, G. Amoretti, F. Platone, M. Montagnana, F. Buffoni, G. Li Causi, L. Répaci. A lap példányszáma a 60–70 ezres csúcs és a 20–30 ezres mélypont között ingadozott.
Március 1-jén Rómában megjelent a kétheti „Ordine Nuovo” első száma „A munkás osztálypolitika és -kultúra szemléje” alcímmel. Gramsci „A »vezető«” („Capo”) című szerkesztőségi cikkében Lenint mint vezetőt szembeállította Mussolinivel, a vezérrel. Gramsci nézete szerint az igazi vezető – akit Lenin testesít meg – szoros kapcsolatban, „szerves egységben” van a munkásosztállyal, abból választódik ki évtizedeket felölelő osztályharcok során. „A kiválasztódási folyamat harminc évig tartott, nagyon nehéz folyamat volt és gyakran a legkülönösebbnek és legabszurdabbnak látszó formákat öltötte.” – írta Leninre vonatkoztatva. Ez a történelmi kiképződés teszi képessé az igazi vezetőt, hogy a munkásosztály történelmi érdekeit, az osztálytudatot egy személyben tudja képviselni. Az ellenpélda bemutatásával teszi teljessé a vezető képét, kérdése így szól: „Lehetséges-e ma, a világforradalom szakaszában, hogy vannak olyan »vezetők«, akik kívül állnak a munkásosztályon, aik nem marxisták, akik nincsenek szorosan összefonódva az egész emberi nem progresszív fejlődését megtestesítő osztállyal?” –, s válasza kategorikus „Nem!”. A továbbiakban Mussolini politikai és személyiségrajzán keresztül klasszikus kritikai sémáját adja a fasiszta vezérnek, a néptől ténylegesen idegen, de úton-útfélen arra hivatkozó populista manipulátornak.

### Újra Olaszországban
1924 áprilisában Veneto tartomány választókörzetében képviselővé választották. A parlamenti képviselőséggel járó mentelmi jog lehetővé tette, hogy május 12-én, két év távollét után visszatérjen Olaszországba. Gramsci néhány nappal később részt vett az OKP három napos, illegális országos konferenciáján, melyet egy eldugott szállodában tartottak a comascói hegyekben. A nagyobb konspirációs biztonság érdekében a plenáris üléseket egy fehér nárciszokkal borított réten tartották. A vitaindítót Bordiga és Gramsci tartotta. Bordiga álláspontját a szemtanú Montagnana így interpretálja: „Bordiga a maga szokásos tételeit bizonygatta. A párt tevékenységének – úgymond – szinte kizárólag az elvek terjesztésére kell szorítkoznia, függetlenül vagy majdnem függetlenül az objektív belpolitikai és nemzetközi helyzettől. Egyébként a fasizmus hatalomra jutása nem tekinthető különleges jelentőségű történelmi ténynek, hanem csak egyszerű »kormányváltozásnak«; a fasizmus nem egyéb, mint reakció, csak éppen súlyosabb, mint a burzsoá kormányoké általában. Nincs tehát semmilyen indok tevékenységünk és irányvonalunk megváltoztatására. Mindenkor – tegnap is és ma is – a legfontosabb: elveink terjesztése. Egy szép napon – nem fontos, hogy mikor, nem kell sietni – az események majd a pártot igazolják, és akkor a munkásosztály közelebb kerül hozzá, aláveti magát vezetésének és megvalósítja a proletárforradalmat. Amíg ez a pillanat el nem érkezik, a pártnak semmilyen taktikai manővert nem kell végrehajtania, semmilyen kompromisszumot nem szabad elfogadnia. Főleg arról az elképzelésről mondjon le, hogy más pártokból – például a szocialista pártból – származó csoportokat vagy frakciókat befogadjon és azokkal egybeolvadjon. … Nem az a fontos, hogy a pártból tömegpárt váljék – sőt Bordiga nyíltan ellenezte ezt az irányváltozást –, ne a mennyiségre, hanem a minőségre törekedjünk. Nem az a lényeg, hogy tevékenységünkkel minél jobban siettessük a fasizmus bukását, a munkásmozgalom és a népi mozgalom újabb lendületes felvirágoztatását – hiszen »nem sietős a dolgunk« –, hanem hogy hűek maradjunk »saját elveinkhez«.”
„Beszédében Antonio Gramsci elemezte a helyzetet, sorra vette a különböző olaszországi politikai csoportosulásokat és társadalmi erőket – a fasizmust támogató és a vele szemben álló erőket. Rámutatott a nem proletár antifasiszta pártok s a szocialista párt zavarára, habozására, bizonytalankodására, s hangsúlyozta, hogy csak egy erős kommunista párt – amely a bolsevizmus tapasztalatait tökéletesen el tudja sajátítani és azokat az olasz valósághoz tudja alkalmazni, és amely ennélfogva okos, ügyes és rugalmas taktikát követ – állhat a harc élére, csakis egy ilyen párt ragadhatja magával a munkás- és kispolgári tömegeket, elsősorban a milliónyi szegény- és középparasztot. … Ma is látom, hallom a gyűlés színhelyén, a nárciszoktól fehérlő réten Gramsci elvtársat, amint keserűen, szinte megvetéssel kiáltja: »Neked nem sietős, Bordiga. De mi, akiket szívünk a munkásosztályhoz, a néphez fűz, mi igenis sietünk, nagyon sietünk, mint ahogy sietnek a munkások, siet a nép, amelynek húsába vág a fasiszta diktatúra és a kapitalista kizsákmányolás.«” Gramsci számára egyaránt fontos volt, hogy a párt magas ideológiai színvonalon álljon, s ugyanakkor nagy tömegeket egyesítsen, vagyis valódi tömegpárt legyen, s tömegakciók tapasztalatai tegyék lehetővé a nép számára a forradalom tanulását. Gramsci beszéde mély benyomást tett hallgatóira, s a többséget gondolkodásra késztette. Bár itt még Bordiga többséget kapott, de pozíciói már gyöngültek, mivel Gramsci tagja lett a párt végrehajtó bizottságának.
Gramsci júniusban Rómába költözött, és a Passarge családnál kapott szállást.
Togliatti elfoglalta Gramsci helyét az OKP küldötteként a Komintern V. kongresszusán.
Június 10-én a fasiszták megölték Giacomo Matteottit, a Szocialista Párt reformista tagját, aki egyik parlamenti beszédében megtámadta Mussolinit és leleplezte a fasiszta erőszakot. Gramsci részt vett a parlamenti ellenzéki pártok találkozóin, ahol elhatározták az Aventino megalakításást – az ókori Róma dombjának nevét idézve, ahol a történelem első ismert sztrájkja lezajlott – és tiltakozásként a kivonulást a Parlamentből. Gramsci javasolta, hogy hirdessenek azonnal általános sztrájkot és az Aventino alakuljon át hatalmat gyakorló, működő ellenparlamentté. Az Aventino többségét alkotó pártok ám jobban féltek egy népi tömegmozgalomtól, mint a fasizmustól, így azok megelégedtek egy 15 perces figyelmeztető sztrájkkal és a királyhoz intézett petícióval, hogy távolítsa el alkotmányos úton Mussolinit. A király semmit sem tett Mussolini elmozdítására, az Aventino pedig hitelét vesztette. Gramsci ezekben a hetekben bírálta az Aventino passzivitását és legalista manővereit és megpróbálta összegyűjteni a munkásokat egy egyesült ellenzéki erőbe. Gondjaiba vette a L'Unità politikai tevékenységét és a párt propaganda szekcióját.
A Komintern V. kongresszusán Moszkvában (június 17-től – július 8-ig), egy kampány készült a tagpártok bolsevizálásáról és az egységfront stratégia újra megerősítéséről, mely egy munkás-paraszt kormány létrehozását tűzte ki célul.
Togliattit és Bordigát megválasztották a Komintern VB tagjának. Júliusban az OKP központi bizottságának ülésén Gramsci beszélt a párt és más antifasiszták által a fasiszta válságra adandó válaszról.
Augusztusban a „Harmadik Internacionalisták” frakciója feloszlatta önmagát és beléptek az OKP-be. G.M. Serrati, F. Maffi és A. Marabini többek között a párt KB tagjai lettek. Augusztus 10-én Moszkvában megszületett Gramsci első fia, Delio.
Augusztus 14–15-én Gramscit megválasztották a párt főtitkárának, illetve tartott egy beszámolót a KB-nek „A Kommunista Párt feladatai az olasz kapitalista társadalom válságának küszöbén”, amely szeptember 1-jén az Ordine Nuovo-ban az „Olasz válság” címmel jelent meg.
Szeptemberben Gramsci elkezdte átalakítani a párt szervezeti struktúráját a „sejtekre” alapítva. Részt vett egy titkos párt találkozón Como közelében, majd feltűnt Nápolyban a területi kongresszuson, ahol a KB nevében beszélt Bordiga ellenében.
Októberben részt vett számos megyei pártkongresszuson, ahol megvitatták a párt új politikáját. Október 19–22-én a KB egyik ülésén Rómában, beszélt az olasz politikai helyzetről a parlament újramegnyitásának fényében.
Október 20-án a kommunista parlamenti csoport javasolta, hogy az Aventino alakuljon át egy folyamatosan működő „ellen-parlamentté”. Amikor a többi párt visszautasította ezt a javaslatot, a kommunista képviselők elhagyták az Aventinot és visszatértek a parlamentbe.
Október vége felé Gramsci ellátogatott Szardíniába. Részt vett egy titkos területi pártkongresszuson Cagliari közelében és néhány napot a családjával töltött Ghilarzában.
November 12-én, a parlament újramegnyitásakor a kommunista képviselő, Luigi Repossi bement az ülésterembe és felolvasott egy antifasiszta deklarációt. Két héttel később a teljes kommunista képviselőcsoport visszatért a parlamentbe. Decemberben Gramsci két hetet töltött Milánóban.

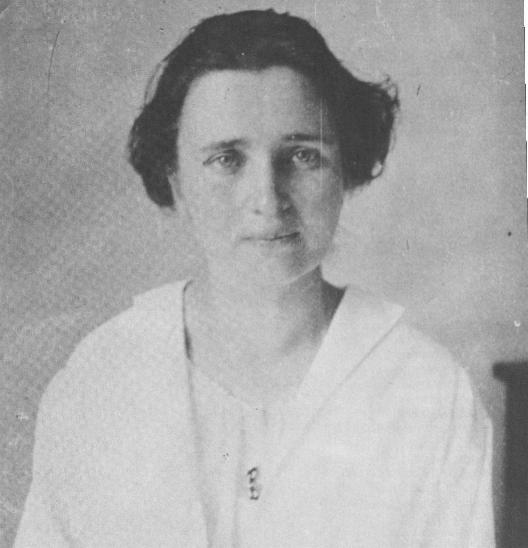
Tatjána Schucht

Január elején Gramsci részt vett a párt VB titkos értekezletén, melyet szintén Como közelében tartottak.
Január végén Rómában megismerkedett sógornőjével, Tatjána (Tánya) Schuchttal Rómában.
Februárban segített felállítani az OKP levelező iskoláját, és nekilátott elkészíteni a tanulmányi anyagokat. Buharin „Kézikönyv”-ét tankönyvként ajánlotta.
Márciusban Moszkvába utazott a Komintern Kibővített VB V. ülésére, mely március 21-től április 6-ig tartott. Ott beszélt az OKP által folytatott agitációról és propagandáról.
Áprilisban és májusban elkészült és szétküldésre került a levelező iskola első jegyzetcsomagja.
Május 11–12-én a Központi Bizottság elkezdte az OKP III. országos kongresszusának előkészítését. Gramsci nyitotta meg a tanácskozást „Pártunk belső helyzete és az elkövetkező kongresszus feladatai” című beszámolójával, amely július 3-án a L'Unità-ban került publikálásra.
Gramsci tartotta az egyedüli beszédet május 16-án a parlamentben, melyben támadta a titkos szervezetek betiltását kezdeményező törvényjavaslatot.
Júniusban Bordiga követői megjelentettek egy levelet a L’Unità-ban, melyben bejelentették a „Baloldal Elemei Közötti Egyetértési Bizottság” („Comitato d'Intesa tra gli elementi della Sinistra”) megalakítását. Ez egy felforrósodott vitához vezetett az újság lapjain, Gramsci vezette a támadást Bordiga frakciózása ellen.
Júliusban az OKP KB tartott egy tanácskozást a bordigista áramlat megvitatása céljából. A Komintern az Egyetértési Bizottságot frakciós tevékenységnek ítélte, s felhívott a feloszlatására. Július és augusztus folyamán Gramsci számos tanácskozáson vett részt országszerte, melyeken megvitatták a párt belső helyzetét. Augusztusban találkozott Bordigával Nápolyban, és egy hosszú megbeszélést tartottak más régióbeli párttagok jelenlétében. A tanácskozásokat követően, melyeken a Komintern képviselője, Jules Humbert-Droz is jelen volt, az Egyetértési Bizottságot feloszlatták.
Augusztusban és szeptemberben Gramsci Togliattival együttműködve megformulázta az OKP III. kongresszusa elé terjesztendő téziseket.
Ősszel Julia és Delio (Eugenie, Julia testvérének társaságában) csatlakoztak Rómában Gramscihoz. Julia a Szovjet követségen dolgozott.
Október 24-én a rendőrség házkutatást tartott Gramsci albérleti szobájában.
Decemberben Gramsci beszédet mondott a párt milánói, regionális kongresszusán, melyet illegálisan tartottak meg egy környékbeli faluban.
1926 januárjában Gramsci titokban átlépte a francia határt, hogy részt vegyen az OKP III. kongresszusán Lyonban, január 20–26 között. A kongresszus elsöprően megerősítette az előterjesztett téziseket, Gramsci és támogatói a pártvezetésben megkapták a szavazatok 90,8%-át, míg Bordiga frakciója csupán 9,2%-át. Az újraválasztott végrehajtó bizottság tagjai közt volt: Gramsci, Togliatti, Scoccimarro, Camilla Ravera és P. Ravazzoli.
Február 6-án a pártvezetőségi ülésen Gramsci beszélt a munkás és paraszt bizottságokról és annak szükségességéről, hogy a szakszervezeteket egyéni tagokból felépülő szervezetből élő politikai tömegszervezetekké alakítsák.
Riccardo Ravagnan számára tollbamondott egy beszámolót a lyoni kongresszusról „A párt első öt éve” („Cinque anni di vita del partito”) címmel, mely február 24-én jelent meg a L'Unità-ban.
A néhány napja hirtelen elhunyt G. M. Serrati emlékére cikket írt a L'Unità május 14-i számába.
L'Unità elindított egy Gramsci inspirálta gyűjtési kampányt a brit bányász sztrájk támogatására. Az adakozók száma több százezer főt tett ki.
Augusztus 2–3-án az OKP VB ülést tartott, melyen Gramsci előterjesztett egy jelentést, mely az olaszországi gazdasági válsággal illetve a pártnak a tömegekhez és a középosztályokhoz való viszonyával foglalkozott. A jelentés első része később megjelent a Stato Operaio 1928 márciusi számában „Tanulmány az olaszországi helyzetről” („Un esame della situazione italiana”) címmel.
Gramsci augusztusban egy rövid szabadságot töltött fiával, Delioval Bolzanoban. Felesége, Julia, aki második gyermekét várta, visszatért Moszkvába, ahol augusztus 30-án megszületett Giuliano.
Az OKP agrárkongresszusát szeptemberben, titokban tartották Bariban, mely kidolgozta a Gramsci által inspirált „tézisek a földműves munkáról”.

#### Sztálint bíráló levelek
Október 14-én Gramsci az OKP pártvezetése nevében levelet írt a Szovjet Kommunista Párt Központi Bizottságához, melyben kifejezte aggodalmát a bolsevik párt egységét fenyegető veszélyt illetően, melyet a Sztálin-Buharin képviselte többség és a Trockij-Kamenyev-Zinovjev blokk közötti belső harcok okoztak. Gramsci figyelmeztette az orosz elvtársakat, hogy „ma saját kezük munkájának szétrombolását kockáztatják, Önök lefokozzák és lehet, hogy teljesen megsemmisítik azt a fontos pozíciót, melyet a Szovjetunió Kommunista Pártja Lenin vezetése alatt megszerzett. Úgy tűnik, hogy Önöknek az oroszországi kérdésekben való elmerülése azt eredményezi, hogy szem elől tévesztik ezeknek a kérdéseknek a nemzetközi jelentőségét.” Gramsci felhívott az egységre, és az alábbi következtetést fejezte ki: „szeretnénk biztosak lenni, hogy az SZKP KB többsége nem szándékozik túl messzire menni, s nem szándékozik visszaélni győzelmével, azt túlzott mértékben kihasználni.” Togliatti, az OKP képviselője Moszkvában, a levelet alkalmatlannak ítélte és visszatartotta azt, de tartalmát ismertette Buharinnal. Válaszában amellett érvelt, hogy inkább szükséges volt a többség helyes pozíciójának támogatása, mint kitartani a szakadás lehetősége és annak következményei mellett. Gramsci válaszjegyzeteiben visszautasította Togliatti érveit, s ettől fogva semmilyen közvetlen kapcsolatot sem tartott fenn Togliattival. A hónap végére Trockijt és Kamenyevet kizárták az SZKP VB-ből, illetve Zinovjevet elmozdították a Komintern elnökségéből.
Gramsci elkezdett írni egy hosszú tanulmányt „A déli kérdés néhány aspektusa” („Alcuni temi della quistione meridionale”) címmel, de sohasem fejezte be. Ebben először jelent meg teoretikus formában az értelmiség szerepe, a hegemónia és a konszenzus problémája.
Az újabb Mussolini elleni merényletkísérlet október 31-én egy kiterjedt fasiszta erőszakhullámot és elnyomó rendszabályok sorozatát indította el minden ellenzéki erő ellen.
November elején a Komintern J. Humbert-Drozt küldte Olaszországba, hogy elmagyarázza a bolsevik párton belül folyó vitákat az OKP VB számára egy titkos találkozón Genova mellett. Gramsci úton volt Rómából a találkozóra, amikor a rendőrség letartóztatta Milánóban, s arra kényszerítette, hogy azonnal visszatérjen Rómába.

### Börtönben
Elutasította a párt felkérését, hogy – az élesedő politikai helyzet miatt – Svájcba emigráljon. November 8-án a fasiszta kormány alighogy kibocsátotta a „kivételes törvényeket”, Gramscit más kommunista képviselőkkel együtt letartóztatták, annak ellenére, hogy a mentelmi joguknak védenie kellett volna őket. A római Regina Coeli börtön egyik magánzárkájába csukták. A következő napon, november 9-én a fasiszta többségű Képviselőház deklarálta, hogy minden parlamenti képviselőt, aki részt vett az Aventinoban és a Kommunista Pártban, megfosztják képviselői helyétől. Ugyanezen a napon a Képviselőház elfogadott egy Mussolini által beterjesztett törvényt, amely létrehozta az Állambiztonsági Különleges Törvényszéket.
November 18-án Gramscit az újonnan becikkelyezett Közbiztonsági Törvény 184. cikkelye alapján ítélték el, büntetése 5 év internálás volt. Gramsci a következő napon értesült büntetéséről. Először úgy tűnt, hogy Szomáliába küldik, de hamarosan közölték vele, hogy valamelyik olaszországi szigetre osztották be. November 25-én Gramsci elhagyta a Regina Coeli börtönt. A nápolyi Carmine börtönben töltött két éjszaka után tovább szállították Palermóba, ahol 8 napot kellett várakoznia. Itt közölték vele, hogy a végcél Ustica szigete.
December 7-én Gramsci megérkezett Usticába. A szigeten való tartózkodás alatt öt másik politikai elítélttel élt együtt: Bordigával, két kommunistával Aquilából, és két korábbi szocialista képviselővel, Paolo Concával és Giuseppe Sbaraglinivel. Részt vett egy az elítéltek közötti iskola megszervezésében, Bordiga gondjaira volt bízva a természettudomány, Gramsci történelmet tanított, illetve németül tanult. Gramsci be tudott szerezni könyveket, annak a nyílt számlának köszönhetően, melyet az idő tájt a Cagliari Egyetemen tanító barátja, Piero Sraffa közgazdász professzor nyitott részére egy milánói könyvesboltban.

#### 1927
Január 14-én a milánói katonai bíróság, Enrico Macis bíró aláírásával letartóztatásai parancsot bocsátott ki Gramsci ellen. Nem sokkal azután, február 1-jén az Állambiztonsági Különleges Törvényszék elkezdte működését.
Január 20-án Gramsci elhagyta Usticát, hogy a milánói börtönbe vigyék. Az utazás 19 napig tartott, Palermo, Nápoly, Cajanello, Isernia, Sulmona, Castellammare Adriatico, Ancona, and Bologna börtöneinek érintésével.
Február 7-én Gramsci megérkezett a milánói San Vittore börtönbe. Ebben az időben teljes elszigeteltségben tartották. Február 9-én kihallgatta Macis vizsgálóbíró. Gramsci elérte, hogy engedélyt kapjon néhány újság olvasására, és dupla kölcsönzési keretért folyamodott a börtönkönyvtárból, így hetente nyolc könyvet vehetett ki. Szintén kaphatott könyveket és újságokat a börtönön kívülről is. Hetente két levél írását engedélyezték számára.
Márciusban Gramsci tanulmányi terveiről írt Tatjána Schuchtnak, és négy területet nevezett meg, melyek különösen érdeklik: az olaszországi értelmiség története, összehasonlító nyelvészet, Pirandello drámái és a ponyvaregények. Nem engedélyezték számára, hogy a cellájában írjon. Elhatározta, hogy szünetelteti nyelvi tanulmányait.
Macis vizsgálóbíró következő kihallgatása március 20-án volt. Áprilisban új cellába költöztették. Álmatlanságtól szenvedett, nem tudott három óránál többet aludni egy éjszaka. Vizsgálati fogságának ideje alatt találkozott Ezio Riboldival, kommunista parlamenti képviselővel és korábbi „harmadik internacionalistával”.
Tatjána Schucht Rómából Milánóba költözött, hogy jobban tudjon segíteni Gramscinak.
Június 2-án a vizsgálóbíró újra kihallgatta.
Augusztusban meglátogatta testvére, Mario, aki egyébként fasiszta-szimpatizáns volt. Később Piero Sraffa szintén látogatást tett nála. Tatjána rendszeresen látogatta szeptember és január között.
Októberben Gramsci újságokat és könyveket kért Szardíniáról. Azt kérte anyjától és Tatjánától, hogy küldjék el neki Bertoni and Bartoli a „Neolingvisztika kézikönyve” című művét. Értesült Júlia egészségi problémáiról.
Novemberben Gramsci közös cellába került Enrico Tullival, a L'Unità korábbi szerkesztőjével. Kérte Machiavelli műveit. Úgy tűnt, hogy perének tárgyalása január végén vagy február elején lesz. Az év vége felé meglátogatta Gramscit a börtön egészségügyi igazgatója.

#### 1928
Február 13-án Gramsci levelet küldött Macis vizsgálóbírónak, melyben leleplezte Corrado Melani rendőr ügynök cselszövéseit, aki másként gondolkodónak adta ki magát, hogy Gramscit kelepcébe csalja.
Március 19-én Gramsci megkapta a végzést (kibocsátotta a Különleges Törvényszék ügyészségi irodája), hogy bíróság elé állítják. A milánói Giovanni Ariist nevezte meg védőügyvédjének.
Április vége felé tájékoztatták, hogy perének kezdetét május 28-ra tűzték ki. Úgy számított, hogy várható büntetése 14 és 17 év között lesz.
Május 11-én Gramscit több kommunista bebörtönzött társaságában Rómába szállították. A következő napon a Regina Coeli börtönben közös cellába került Terracinivel és Scoccimarroval.
Az Állambiztonsági Különleges Törvényszék látszatpere Gramsci és 21 OKP vezető ellen május 28 és június 4 között zajlott le Rómában. Michele Isgrò államügyész Gramscira vonatkoztatva a következőket mondta: „Húsz évre meg kell akadályoznunk ennek az agynak a működését.”
Június 4-én Gramsci az egyik legsúlyosabb kiszabott büntetést kapta: 20 év, 4 hónap, 5 nap.
Gramscira a feltételezések szerint Olaszország legszörnyűbb büntetési intézménye, Portolongone fegyháza várt. Mindazonáltal az orvosi vizsgálatok megerősítették, hogy nagyon rossz egészségi állapotban van, veseproblémáktól és idegkimerültségtől szenvedett. Így Portolongone helyett a Bari közelében lévő Turi kórházbörtönbe szállították.
Június 8-án hagyta el Rómát, s 12 napos kimerítő út után, Caserta, Benevento és Foggia állomások érintésével érkezett meg Turiba július 19-én. Ott a 7047-es azonosító számot kapta és öt másik politikai elítélttel került egy cellába. Csak minden 15-ik napon írhatott levelet rokonainak. Carlo Gramsci kérvényezte, hogy testvére kaphasson magánzárkát és írási engedélyt.
Augusztusban Gramsci magánzárkába került, de közvetlenül az őrszoba mellé, ahol az állandó felügyelet és zaj lehetetlenné tette alvását.
Decemberben vesebetegsége súlyosan akadályozta, már a járás is nagy nehézséget jelentett számára. Hosszú ideje ülve maradt sétaidőben, vagy börtöntársaira kellett támaszkodnia járáskor.
Tatjána Schucht Milánóból számos alkalommal utazott Turiba, hogy meglátogassa Gramscit.

#### 1929
Januárban Gramsci engedélyt kapott rá, hogy cellájában írjon. Szisztematikus és néhány témára koncentrált olvasást tervezett. Először néhány fordítást készített.
1929 február 8-án elkészíti az „Első füzet” első oldalára a legfőbb témák listáját.
Márciusban ír Tatjánának terveiről, melynek fókuszában a 19. századi olasz történelem áll, különös figyelemmel az értelmiségi csoportok kialakulására és fejlődésére, a történelem és történetírás elmélete, illetve az amerikanizmus és fordizmus.
Áprilisban Tatjána meglátogatta.
Júliusban Gramsci információkat kért Tatjánától azzal kapcsolatban, hogy Terracini megfellebbezte a Különleges Törvényszék ítéletét, illetve a kormány és a Vatikán között február 11-én megkötött konkordátumot megelőző parlamenti vita jegyzőkönyvi anyagának egy példányát szerette volna megkapni.
Novemberben meglátogatta testvére, Carlo.
Decemberben Tatjána Turiba költözött, s ott maradt 1930 júliusáig.

#### 1930
Februárban Gramsci megkérte testvérét, Carlót, hogy szerezzen egy példányt a Különleges Törvényszék 1928. június 4-i ítéletéből. Áprilisban megkapta a kért példányt.
Júniusban meglátogatta bátyja, Gennaro. Beszélt Gramscinak az OKP vezetésében jelentkezett megosztottságról, amely Leonetti, Tresso és Ravazzoli kizárásával végződött.
Júliusban Gramsci büntetését csökkentették egy év, 4 hónap, 5 nappal. Tudomást szerzett felesége rossz egészségi állapotáról, aki ideig kórházban lábadozott.
Augusztusban Gramsci levelet írt Carlonak, melyben kérte, hogy adjon be egy petíciót, melyben engedélyt kér néhány számára addig tiltott könyv birtoklására, például a Szovjetunióból kiutasított Trockij műveire. A levelet a börtönhatóság visszatartotta. Szeptemberben Gramsci maga nyújtott be egy kérvényt, melyben engedélyt kért a testvérének említett könyvek beszerzésére. Az engedélyt megadták. Szeptember október fordulója táján Carlo újra meglátogatta.
Novemberben Gramsci álmatlanságtól szenvedett, melyet részben a börtönfeltételek okoztak.
Novemberben más kommunista bebörtönzötteket is Turiba hoztak, többek között E. Tullit, E. Riboldit, A. Lisat, G. Layt, A. Scucchiát. Gramsci a séták alatt politikai beszélgetéssorozatot kezdett börtöntársaival, melynek témái: az értelmiség szerepe a pártban, a párt és a hadsereg viszonya, alkotmányozó nemzetgyűlés létrehozása. 1928–29-ben a Komintern feladta egységfront politikáját, bejelentette, hogy a kapitalizmus ingataggá vált, a szociáldemokráciát pedig reakcióssá nyilvánította (szociálfasizmus elmélete). Az OKP elfogadta ezeket a nézeteket, megjósolta az osztályharc radikalizálódását és a fasiszta rezsim közeli válságát. Gramsci mindazonáltal megjósolta, hogy az országnak először át kell mennie egy demokratikus fázison és javasolta a pártnak az „alkotmányozó nemzetgyűlés” jelszavának használatát. Ez az álláspont erőteljes negatív fogadtatást váltott ki kommunista börtöntársai körében, továbbá a szektás, dogmatikus pártvonal hívei a börtönben is zaklatták, árulással vádolták, rágalmazták. Gramsci megszakította velük a beszélgetéseket.

#### 1931–1937
1931-ben barátja, Piero Sraffa, a neves cambridge-i közgazdászprofesszor újabb könyveket küldetett neki. Egészségi állapota jelentősen rosszabbodott a börtönviszonyok miatt.
1932-ben a tervezett politikai fogolycsere Olaszország és a Szovjetunió között meghiúsult. Tatjána engedélyt kért, hogy Gramscit magánorvos vizsgálja meg. A novemberi amnesztia során büntetését 12 évre mérsékelték. Sraffa szorgalmazta, hogy Gramscit helyezzék feltételesen szabadlábra. A hivatalos szervek feltétele: Gramsci kérjen Mussolinitől kegyelmet, ő azonban ezt nem volt hajlandó megtenni. Decemberben meghalt anyja Ghilarzában, de a hírt elhallgatták előtte.
1933 februárjában megvizsgálta egy magánorvos, egészségi állapota súlyosbodott. Párizsban bizottság alakult Gramsci kiszabadításáért, ennek tagja volt többek között Romain Rolland és Henri Barbusse is. Az antifasiszta sajtóban cikkek jelentek meg róla. Beleegyezett, hogy átszállítsák egy másik rabkórházba, így novemberben a civitavecciai börtön kórházba szállították. Füzeteit magával vihette. Decemberben Formiába került, ahol egy magánklinikán kezelték, mint rabot. Tatjána, testvérei és Sraffa meglátogathatták.
1934-ben kérte, hogy egy másik klinikára szállítsák esetleges operációja miatt. Külföldön kampány indult kiszabadítása érdekében. Októberben feltételes szabadlábra helyezését kérvényezte, amit meg is kapott.
1935-ben újból kérte más klinikára való átszállítását. Közben egészségi állapota újra válságosra fordult. Augusztusban átszállították a római Quisisana klinikára. Végleg abbahagyta a „Börtönfüzetek” írását. Rokonai, barátai látogatták.
1936-ban számos levelet küldött Moszkvába feleségének és gyerekeinek. Állapota nem javult.
1937. április 25-én lejárt a feltételes szabadulása és visszanyerte teljes szabadságát. Azt tervezte, hogy Szardínia szigetén telepszik le. Két nappal szabadulása után, még a Quisisana klinikán rosszul lett és agyvérzést kapott. Április 27-én reggel, 46 éves korában meghalt. Április 28-án temették el, egyedül Tatjána kísérte hamvait a római Verano temetőbe. Pasolini költeményben örökítette meg ezt. Haláláról világszerte megemlékeztek. Hamvait 1945 után átvitték a számos költő, író, politikus sírja mellé az angol temetőbe. Börtönfüzeteit Tatjána vette magához, majd kiküldte Moszkvába Togliattihoz. Műveit – börtönből küldött leveleit és börtönfüzeteit – csak halála után tíz évvel kezdték kiadni Olaszországban.

## Nézetei
Gramsci a nyugati marxizmus egyik legkiemelkedőbb alakja. Legjelentősebb hozzájárulásai a politikai filozófiához:
- A kulturális hegemónia fogalma, melyen keresztül fenntartja és legitimálja magát a kapitalista állam
- A szélesebb néptömegek oktatásának szükségessége, hogy kiteremelődjön egy munkásértelmiség
- A modern kapitalista állam elemzése, a politikailag domináns politikai társadalom megkülönböztetése a konszenzuson alapuló civil társadalomtól
- Az abszolút historicizmus
- A Marxot fatalisztikusan értelmező gazdasági determinizmus kritikája
- A filozófiai materializmus kritikája

## Művei nyomtatásban

### Magyarul
- Levelek a börtönből; ford. Róna Irén, bev. Palmiro Togliatti; Szikra, Budapest, 1949
- Marxizmus – kultúra – művészet. Válogatott írások. Kossuth Könyvkiadó, Budapest, 1965 (válogatta: Rózsa Zoltán, az előszót írta: Sallay Géza)
- Filozófiai írások. Kossuth Könyvkiadó. Budapest, 1970 (ford.: Rozsnyai Ervin, a Bevezetőt írta: Huszár Tibor)
- Részletek „A történelmi materializmus és Benedetto Croce filozófiája” c. kötetből (A kéziratok 1933 és 1934 között íródtak.) In.: Olasz marxista filozófusok írásaiból. Gondolat Kiadó. Budapest, 1970 (ford.: Rozsnyai Ervin, a Bevezetőt írta: Huszár Tibor), 43–83. old.
- Részletek a „Jegyzetek Machiavelliről, a politikáról és a modern államról” c. kötetből (A kéziratok 1929 és 1935 között íródtak.) In.: Olasz marxista filozófusok írásaiból. Gondolat Kiadó. Budapest, 1970. 84–144. old.
- A gyakorlat filozófiája. Kriterion Kiadó. Bukarest, 1974 (Előszót írta Gáll Ernő)
- Levelek a börtönből. Kossuth Könyvkiadó. Budapest, 1974 (ford.: Gábor György, Zsámboki Zoltán, válogatta és az Előszót írta Komját Irén.)
- Az új fejedelem. Magyar Helikon. Budapest, 1977 (fordította és az Utószót írta Betlen János)
- Válaszút a pedagógiában. Akadémiai Kiadó. Budapest, 1979 (válogatta és a Bevezetőt írta M. A. Manacorda, ford.: Bólyai Imréné)
- Politikai írások 1916–1926. Kossuth Könyvkiadó. Budapest, 1985 (válogatta és az Előszót írta Szabó Tibor, ford.: Farkas Mária, Garami Szilvia, Sallay Géza, Szabó Tibor, Vígh Éva)
- Ifjúkori írások 1914–1926. MKKE Társadalomelméleti Kollégium kiadása. Budapest, 1987 (Válogatta Szabó Tibor, az előszót írta Szalai Zoltán, ford.: Farkas Mária, Garami Szilvia, Sallay Géza, Szabó Tibor, Vígh Éva) Megjelent 300 példányban.

### Olaszul
- Opere di Antonio Gramsci. Einaudi 1947–1971. Torino (12 kötetben)
- Duemila pagine di Gramsci. Il Saggiatore, 1964. Milano (2 kötetben)
- Lettere dal carcere. Einaudi, 1965. Torino (S. Caprioglio és E. Fubini gond.)
- Il Vaticano e l'Italia. Riuniti, 1967. Roma (E. Fubini gond.)
- Scritti politici. Einaudi, 1973. Torino (3 kötetben) (P. Spriano gond.)
- Sul Fascismo. Riuniti, 1973. Roma (E. Santarelli gond.)
- Per la veritá. Scritti 1913–1926. Einaudi, 1974. Torino (R. Martinelli gond.)
- Il materialismo storico e la filosofia di Benedetto Croce. Riuniti, 1971. Roma (L. Gruppi bevezetőjével)
- Gli intellettuali e l'organizzazione della cultura. Riuniti, 1971. Roma
- Il Risorgimento. Riuniti, 1971. Roma
- Note sul Machiavelli, sulla politica e sullo Stato moderno. Riuniti, 1974. Roma
- Letteratura e vita nazionale. Riuniti, 1971. Roma
- Passato e presente. Riuniti, 1974. Roma
- Quaderni del carcere. Einaudi, 1975. Torino (4 kötetben) (Kritikai kiadás, V. Gerratana gond.)
- Marxismo e letteratura. Riuniti, 1975. Roma (G. Manacorda gond.)
- Scritti 1915–1921. Nuovi contributi, I quaderni del "Corpo". 1976. Milano (S. Caprioglio gond.)
- Quaderno 19. Risorgimento italiano. Einaudi, 1977. Torino (C. Vivanti gond.)
- Quaderno 22. Americanismo e fordismo. Einaudi, 1978. Torino (F. De Felice gond.)
- Cronache torinesi, 1913–1917. Einaudi, 1980. Torino (S. Caprioglio gond.)
- Quaderno 13. Noterelle sulla politica del Machiavelli. Einaudi, 1981. Torino (C. Donzelli gond.)
- La cittá futura 1917–1918. Einaudi, 1982. Torino (S. Caprioglio gond.)
- Il nostro marx 1918–1919. Einaudi, 1984. Torino (S. Caprioglio gond.)
- Nuove lettere di A. Gramsci. Riuniti, 1985. Roma (A. A. Santucci gond.)
- L'Ordine Nuovo 1919–1920. Einaudi, 1987. Torino (V. Gerratana e A. A. Santucci gond.)
- Il rivoluzionario qualificato, Scritti 1916–1925. Riuniti, 1988. Roma (C. Morgia gond.)

## Művei az interneten
Magyarul
- Új fejedelem. Széljegyzetek Machiavelli politikájához. Marxists Internet Archive, magyar részleg
- Ifjúkori írások 1914–1926. MKKE Társadalomelméleti Kollégium kiadása. Budapest, 1987. (Válogatta Szabó Tibor, az előszót írta Szalai Zoltán, ford.: Farkas Mária, Garami Szilvia, Sallay Géza, Szabó Tibor, Vígh Éva) Megjelent 300 példányban.
- Robert Michels és a politikai pártok. Marxists Internet Archive, magyar részleg

Olaszul
- Marxists Internet Archive

Angolul
- Marxists Internet Archive

## Monográfiák, másodlagos források nyomtatásban
Magyarul
- Filozófiai Kislexikon. Kossuth Könyvkiadó, 1964
- Filozófiai Kislexikon. Kossuth Könyvkiadó, 1980
- Munkásmozgalom-történeti Lexikon. Kossuth Kiadó, 1976
- Lombardo Radice, L. – Carbone, G.: Atonio Gramsci élete. Szikra, 1952 (ford.: Gábor György)
- Vajda Mihály: Objektív természetkép és társadalmi praxis. Magyar Filozófiai Szemle. 1967. 2. sz. 317–325. old.
- Althusser, Louis: A marxizmus nem historicizmus. In.: Marx – az elmélet forradalma. Kossuth, 1968. 177–205. old.
- Huszár Tibor: Bevezetés. in.: Olasz marxista filozófusok írásaiból. Gondolat Kiadó. Budapest, 1970. 5–40. old.
- Palmiro Togliatti: Gramsci. A gondolkodó és a tett embere. in.: Olasz marxista filozófusok írásaiból. Gondolat Kiadó. Budapest, 1970. 173–198. old.
- Cesare Luporini: A marxizmus filozófiai módszertana A. Gramsci gondolkodásában. in.: Olasz marxista filozófusok írásaiból. Gondolat Kiadó. Budapest, 1970. 393–406. old.
- Luciano Gruppi: A hegemónia fogalma. in.: Olasz marxista filozófusok írásaiból. Gondolat Kiadó. Budapest, 1970. 409–438. old.
- Nicola Badaloni: A historicista Gramsci a jelenkori marxizmus tükrében. in.: Olasz marxista filozófusok írásaiból. Gondolat Kiadó. Budapest, 1970. 441–478. old.
- Endreffy Zoltán: Gramsci és a gyakorlat filozófiája. Magyar Filozófiai Szemle. 1970. 3–4. sz. 691–698. old.
- Hermann István: A szocialista kultúra problémái. Kossuth, 1970. 393–400. old.
- Huszár Tibor: Antonio Gramsci. In.: A. Gramsci: Filozófiai írások. Kossuth, 1970. 5–43. old.
- Antonio Gramsci. 1891–1937. Bibliográfia; szerk. Ecsedy Andorné, Gáliczky Éva, bev. Komját Irén; Fővárosi Szabó Ervin Könyvtár, Budapest, 1971
- Vajda Mihály: Antonio Gramsci – a filozófus. Magyar Filozófiai Szemle. 1971. 3–4. sz. 550–557. old.
- Pankovits József: Az OKP kialakulása és fejlődése 1926-ig. MM Tudományos Szocializmus Füzetek. 18. Felsőokt. Jegyzetell., 1972. Budapest, 69 old.
- Szabó Tibor: Gramsci értelmezések és periodizációjuk néhány elméleti kérdése. Magyar Filozófiai Szemle, 1975. 5–6. sz. 630–646. old.
- Sárközy Péter: Antonio Gramsci irodalomszemlélete. In.: „Az újnak tenni hitet”. Akadémiai. 1977. 285–305. old.
- Sárközy Péter: Beneetto Croce esztétikájának marxista kritikája Antonio Gramsci irodalomszemléletében. Magyar Filozófiai Szemle. 1978. 131–139. old.
- Köpeczi Béla: Gramsci ideológia-felfogása és a művelődéstörténet. Magyar Filozófiai Szemle. 1978. 1. sz. 1–6. old.
- Rózsa Zoltán: Gramsci és a Magyar Tanácsköztársaság. Magyar Filozófiai Szemle. 1978. 1. sz. 116–123. old.
- Fogarasi Miklós: Irodalmi nyelv és nyelvjárás Antonio Gramsci feljegyzéseiben. Magyar Filozófiai Szemle. 1978. 1. sz. 124–130. old.
- Szabó Tibor: A fiatal Gramsci gyakorlat-filozófiája. Magyar Filozófiai Szemle. 1978. 4. sz. 458–472. old.
- Szabó Tibor: Az ifjú Gramsci filozófiai fejlődése; OM, Budapest, 1979 (A filozófia időszerű kérdései)
- Sárközy Péter: A marxista irodalomszemlélet kialakulása Olaszországban. in.: A marxista irodalomelmélet története. Kossuth Kiadó, 1981. 341–362. old.
- Lucien Séve: Bevezetés a marxista filozófiába. Kossuth Könyvkiadó, 1984. 310–322. old.
- Antonio Gramsci; összeáll. Urbán László; MKKE Rajk László Szakkollégium, Budapest, 1984 k. (Szakkollégiumi füzetek)
- Görög Tibor: Gramsci Kasszandra-levele (1926) BME. Marxizmus–Leninizmus Intézetének Közleményei. 1986. 1. sz. 60–68. old.
- Cs. Kiss Lajos: A fiatal Gramsci politikai írásai (1916–1926) Filozófiai Figyelő. 1987. 1. sz. 98–103. old.
- Szabó Tibor: Gramsci és Togliatti az orosz pártvitákról. Új Symposion. 1987. 6. sz. 36–49. old.
- Tanulmányok Antonio Gramsciról és Lukács Györgyről; szerk. Kéri Elemér et al.; MM, Budapest, 1988
- Szabó Tibor: Állam és civil társadalom Gramscinál. Létünk. 1989. 3–4. sz. 610–617. old.
- Tanulmányok Gramsciról. Az MKKE Társadalomelméleti Kollégiumában 1987 áprilisában Gramsci halálának 50. évfordulóján rendezett konferencia előadásai alapján; szerk. Banyár József; MKKE, Budapest, 1990
- Szabó Tibor: Gramsci politikai filozófiája. Lukács Kör. Szeged, 1991
- Ellenszélben. Gramsci és Lukács – ma; szerk. Szabó Tibor; Szegedi Lukács Kör, Szeged, 1993
- Pankovits József: Gramsci újra. Jegyzetek az újabb Gramsci-kutatásokról (magyar nyelven). Eszmélet folyóirat, 76. szám (2007. tél). (Hozzáférés: 2012. március 30.)[halott link]
- Pankovits József: Az olasz baloldal. Antonio Gramscitól a Demokratikus Pártig L'Harmattan, 2010
- Pankovits József: Gramsci és kora, Gramsci és a korunk. Tanulmányok; Magyar Lajos Alapítvány, Budapest, 2019 (elektronikus dokumentum)

Olaszul
Angolul
- J. M. Cammett: Antonio Gramsci and the Origins of Italian Communism. Stanford University Press. 1967. California
- P. Togliatti: Gramsci. Riuniti. 1967. Roma
- C. Boggs: Gramsci’s Marxism. Pluto Press. 1976. London
- M. Clark: Antonio Gramsci and the Revolution that Failed. Yale University Press. 1977. New Haven
- J. Joll: Gramsci. Fontana Paperback. 1977. London
- W. L. Adamson: Hegemony and Revolution. A study of Antonio Gramsci’s Political and Cultural Theory. University of California Press. 1980. Berkeley – Los Angeles – London
- Showstack Sassoon: Gramsi’s Politics. Croom Helm. 1980. London
- J. Femia: Gramsci’s Political Thought. Hegemony, Consciousness and the Revolutionary Process. Clarendon Press. 1981. Oxford
- R. Simon: Gramsci’s Political Thought: An Introduction. Lawrence and Wishart. 1982. London
- J. Hoffman: The Gramscian Challenge. Coercion an Consent in Marxist Political Theory. Basil Blackwell. 1984. Oxford
- Boggs: The Two Revolution: Gramsci and the Dilemmas of Western Marxism. South End Press. 1984. Boston
- E. Laclau – Ch. Mouffe: Hegemony and Socialist Strategy: Tovards a Radical Democratic Politics. Nex Left Books. 1985. London
- M. A. Finocchiaro: Gramsci and the History of Dialectical Thougt. Cambridge University Press. 1988. Cambridge
- Antonio A. Santucci: Antonio Gramsci. Monthly Review Press, 2010. 208 pp. ISBN 978-1-58367-210-5

## Gramsci intézetek
- International Gramsci Society (IGS)
- Fondazione Istituto piemontese Antonio Gramsci
- Casa Gramsci di Ghilarza
- Fondazione Istituto Gramsci – Roma
- International Gramsci Society ITALIA Archiválva 2010. december 20-i dátummal a Wayback Machine-ben
- Istituto Gramsci dell'Emilia Romagna

## Monográfiák, másodlagos források az interneten
Írások
- Frank Rosengarten: An Introduction to Gramsci's Life and Thought, Marxists Internet Archive

Előadások videon
- Antonio Gramsci – Life Of A Revolutionary – Paul D'Amato. YouTube
- Gramsci & Hegemony – Peter D. Thomas – Counterforum – London – 3 May 2010. YouTube
- Gramsci & Hegemony – Chris Nineham – Counterforum – London – 3 May 2010. YouTube

## Érdekességek
Orbán Viktor is hivatkozott Gramsci gondolataira egyetemi szakdolgozatában. 